# Mercedes-Benz G-Клас
Mercedes-Benz G-клас, іноді іменований G-Wagen (G — скор. від нім. Geländewagen — "ґелендеваґен,  — місцевість + автомобіль) — серія повнорозмірних позашляховиків (автомобілів підвищеної прохідності), що виробляються в Австрії фірмою Magna Steyr (раніше Steyr-Daimler-Puch) і продаються під торговою маркою Mercedes-Benz. Випускається з 1979 року дотепер.
G-клас був розроблений в якості військового транспортного засобу за пропозицією іранського шаха Мохаммеда Реза Пехлеві, який в той час був акціонером компанії Mercedes-Benz. Цивільна версія автомобіля була представлена в 1979 році.
На відміну від інших серій транспортних засобів торгової марки Mercedes-Benz автомобілі G-класу зберігають свій унікальний зовнішній вигляд незалежно від модифікації, будь то заводська або високопродуктивна версія від підрозділу Mercedes-AMG, вже протягом кількох десятиліть.

## Передісторія
- 1929 — Випущено Mercedes-Benz G3a — перший шестиколісний «Мерседес» G класу. Колісна формула у даної моделі — 6x4, вага 1,5 тонни, оснащений 6-циліндровим бензиновим двигуном потужністю 68 к.с., випускався з 1929 по 1935 роки.

- 1934 — Випущено Mercedes-Benz G4. Колісна формула у Mercedes-Benz G4 — 6x4, вага 3,5 тонни, 8-циліндровий бензиновий двигун потужністю від 100 до 115 к.с., випускався з 1934 по 1939 роки.

- 1972 — Mercedes-Benz і австрійський автовиробник Steyr-Daimler-Puch GmbH почали розробку нового позашляховика. З цією метою була заснована компанія Gelaendefahrzeug Gesellschaft GmbH з рівними частками участі. Спочатку новий повнопривідний автомобіль був названий H2 і призначався для потреб військових.

- 1973, квітень — створена перша дерев'яна модель машини.

- 1974 — створений перший металевий прототип машини.

## Історія моделі
- 1979, лютий — Mercedes-Benz представив публіці модель G класу на гонці Поль Рікар на півдні Франції.

- 1980, листопад — модельний ряд був доповнений закритим мікроавтобусом, для замовлення були доступні дві версії — довгобазний і короткобазний універсал.

- 1981 — розширено список додаткового обладнання: кондиціонер, лебідка, резервні паливні баки, жорсткий дах для автомобіля типу «кабріолет» і захисні ґрати на фарах. Колірна гамма забарвлення кузова була збільшена з 5 до 22 кольорів.

- 1982, травень — 230 G був обладнаний електронною системою вприскування палива, яка збільшила потужність двигуна до 125 к.с. з 105 колишніх. Двигун 230 G отримав нове позначення 230 GE.

- 1983, березень — модель 230 GE пропонується з 4-ступінчастою автоматичною коробкою.

- 1983, липень — для всіх моделей доступна 5-ступінчаста механічна коробка перемикання передач.

- 1985 — припинено випуск короткобазного фургона. У стандартне оснащення ввійшла функція блокування диференціалу.

- 1986 — на 230GE встановлено каталітичний нейтралізатор відпрацьованих газів. Випущено 50-тисячний автомобіль.

- 1987 — чергова модернізація: з'явилися електроприводи стекол дверей і антени приймача, збільшений паливний бак. Випущена нова модифікація 250GD. Розпочато розробку серії 463.

- 1989 — на честь 10-річчя моделі випущена модифікація 230GE Classic. На мотор-шоу у Франкфурті представлена нова серія 463.

- 1990 — початок випуску серії 463: модифікації 230GE, 300GE, 250GD і 300GD.

- 1991 — припинено випуск серії 460. Складання серії 462 у Греції.

- 1992 — презентація серії 461. Новий 2,9-літровий турбодизель. На машини 463 серії встановлюється круїз-контроль, чохол запасного колеса з нержавіючої сталі, в обробці салону використовується дерево. Випущений 100-тисячний автомобіль.

- 1993 — випущена модифікація 500GE.

- 1994 — модернізація 463 серії: дискові вентильовані гальма передніх коліс, центральне блокування замків дверей, іммобілайзер. Випуск модифікації G320.

- 1996 — Кабріолет з електрогідравлічним приводом м'якого верху. Модифікація G300 Turbodiesel. Нові фари. Надувні подушки безпеки увійшли в стандартне оснащення.

- 1997 — на G320 серії 463 встановлюється новий мотор V6. 5-ступінчаста автоматична трансмісія. Новий турбодизель G290 GD.

- 1998 — нова модифікація G500.

- 1999 — нова модифікація G500 Classic.

- 2000 — оновлення салону. Нова обшивка дверей, встановлено блок управління Command, кнопки блокувань диференціалів перенесені вище між передніми повітродувками.

- 2001 — дуже великі зміни, що стосуються приладової панелі (багатофункціональне кермо, нова приладова дошка) і коробки передач (КПП-автомат з функцією Tiptronic), також в наявності клімат-контроль. Встановлено датчик дощу. Зовні зміни торкнулися білих розсіювачів покажчиків поворотів і задніх ліхтарів.

- 2002 — зміни торкнулися керуючої електроніки. З весни 2002 року в список стандартного оснащення входить електронна система стабілізації ESP (Electronic Stability Program) і система допомоги при екстреному гальмуванні Brake Assist. Також автомобіль оснащується антипробуксовувальною системою 4-ETS, що імітує блокування міжосьового і двох міжколісних диференціалів.

- 2007 — невеликий рестайлінг передніх фар і задніх ліхтарів.

- 2009 — невеликий рестайлінг решітки радіатора і колісних дисків.

- 2009 — з червня по серпень випускається обмежена серія моделі G 500 Edition 30 в честь 30-тиріччя автомобіля.

- 2012 — невеликий рестайлінг ґратниці радіатора і бамперів.

## Перше покоління (W460, 1979—1992; W461, 1992—2013; W462)

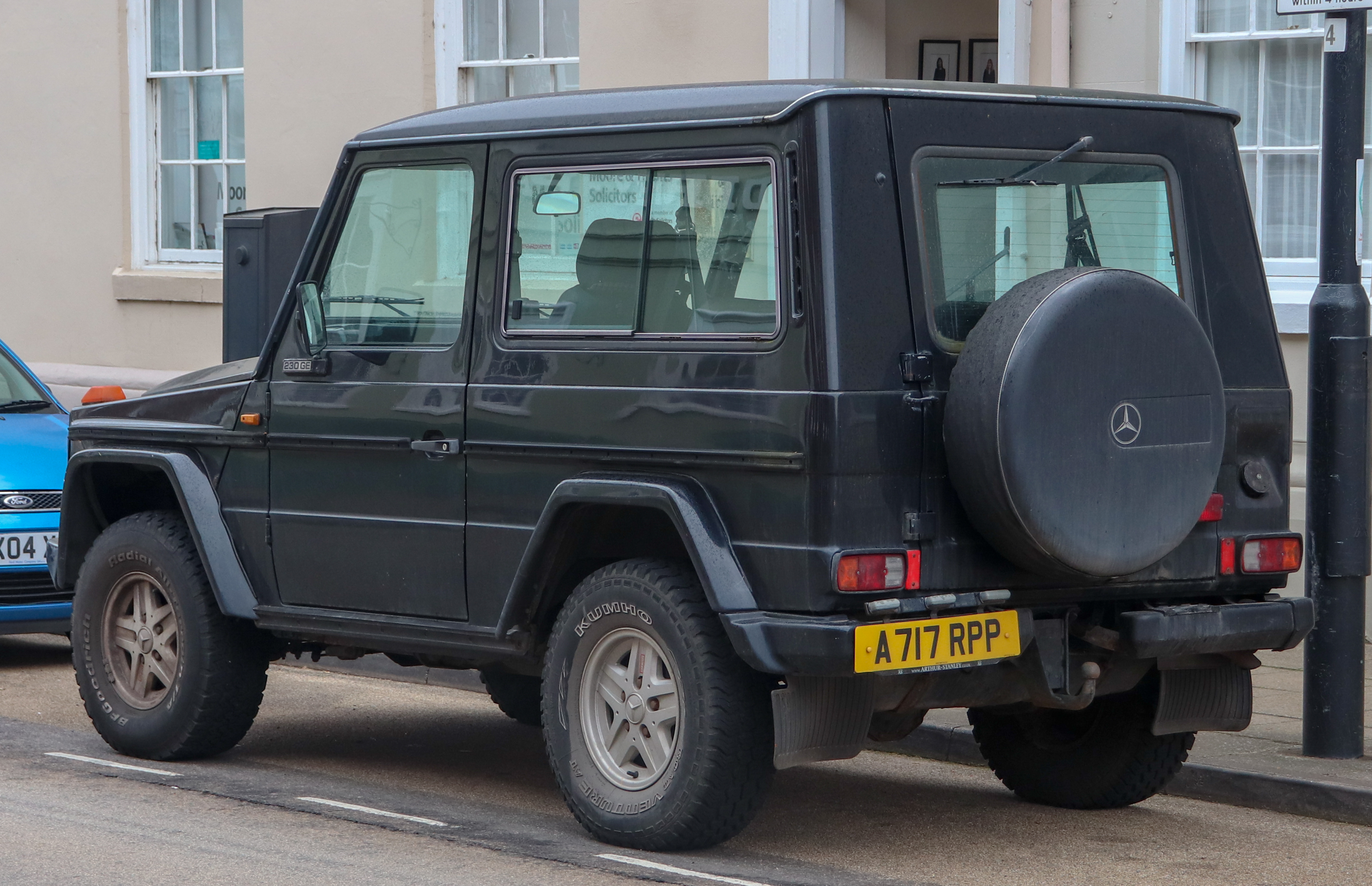
Mercedes-Benz 230 GE (W460)

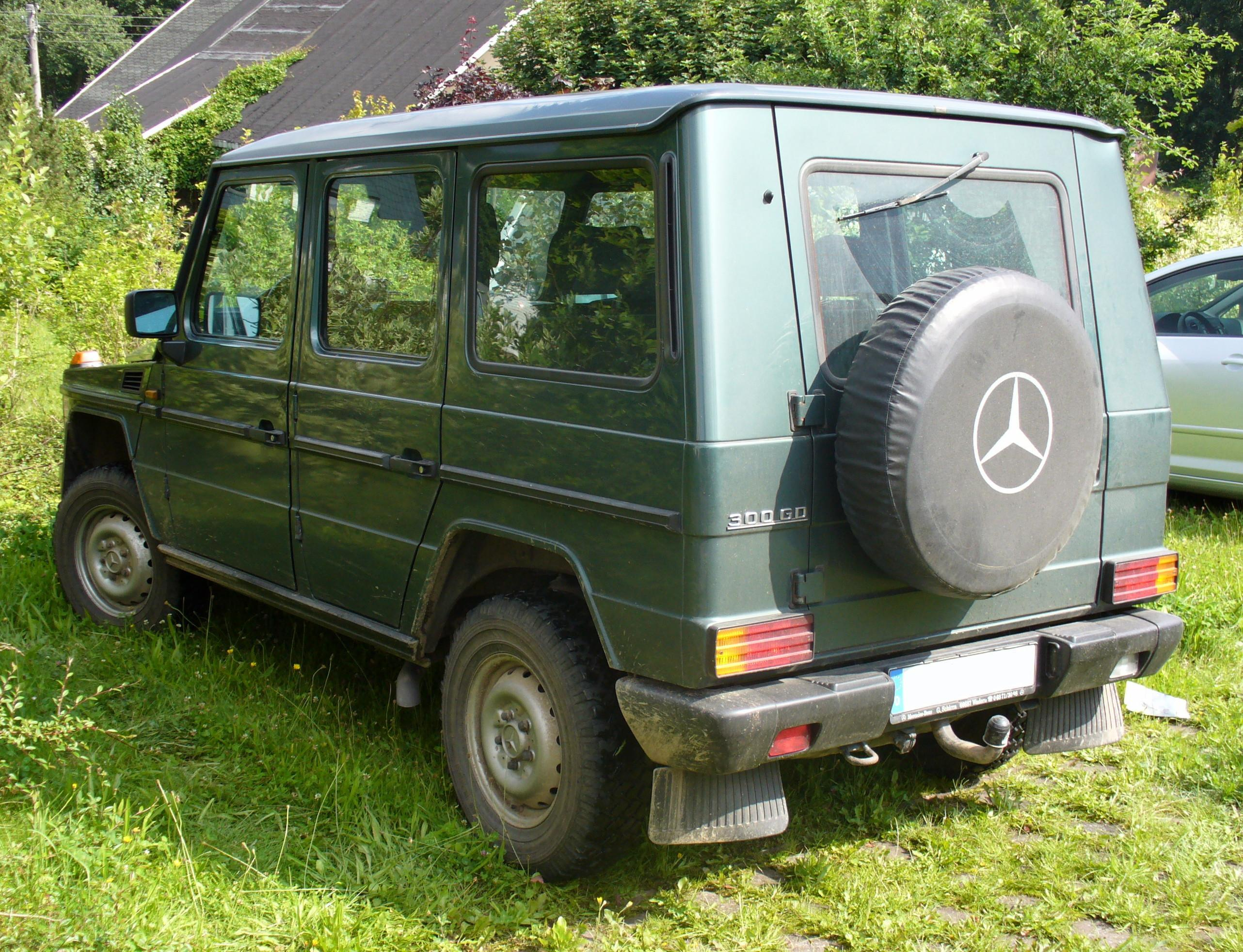
Mercedes-Benz 300 GD (W460)

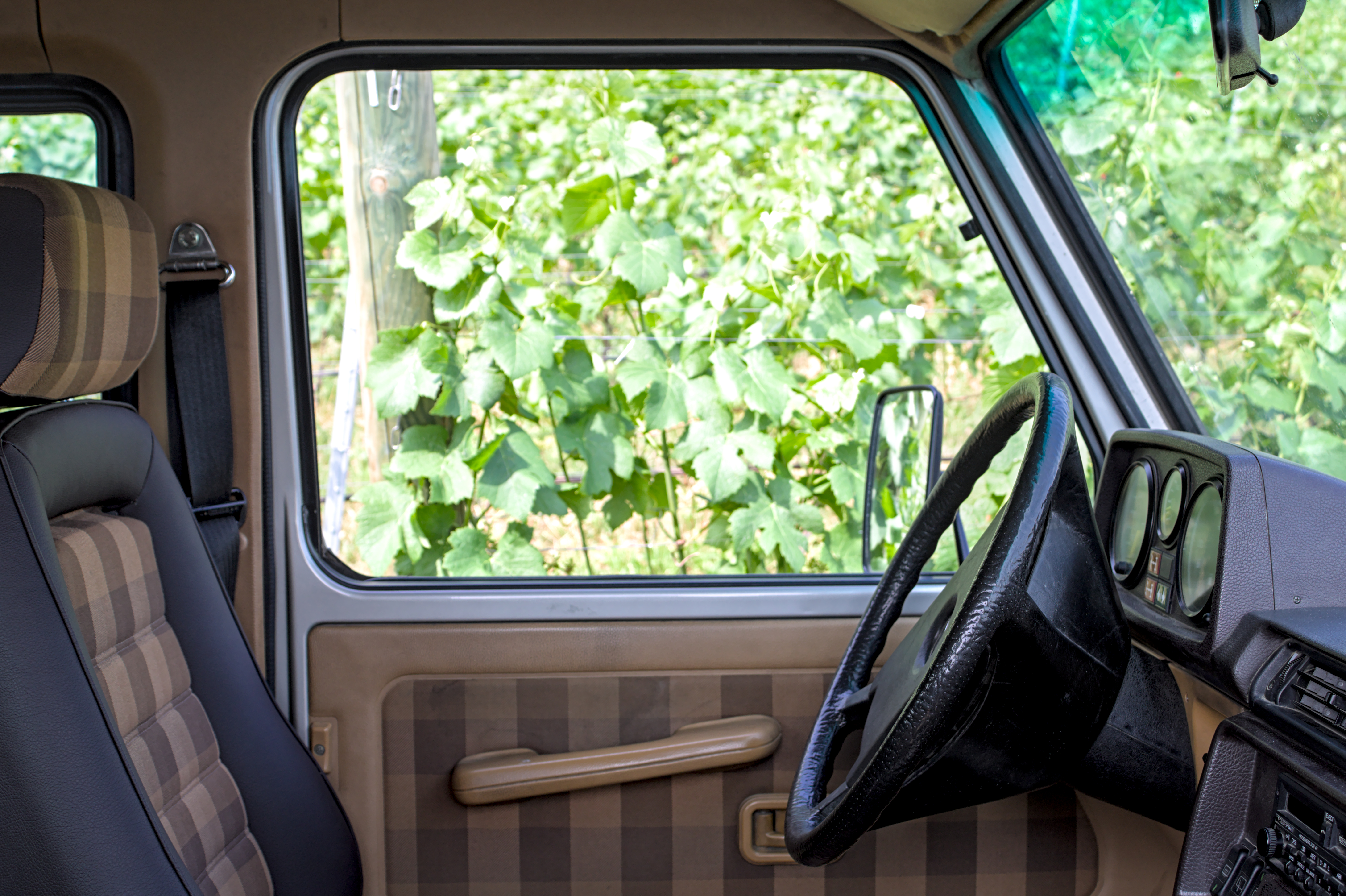
Салон 250 GD (W460)

Салон 240 GD (W460)

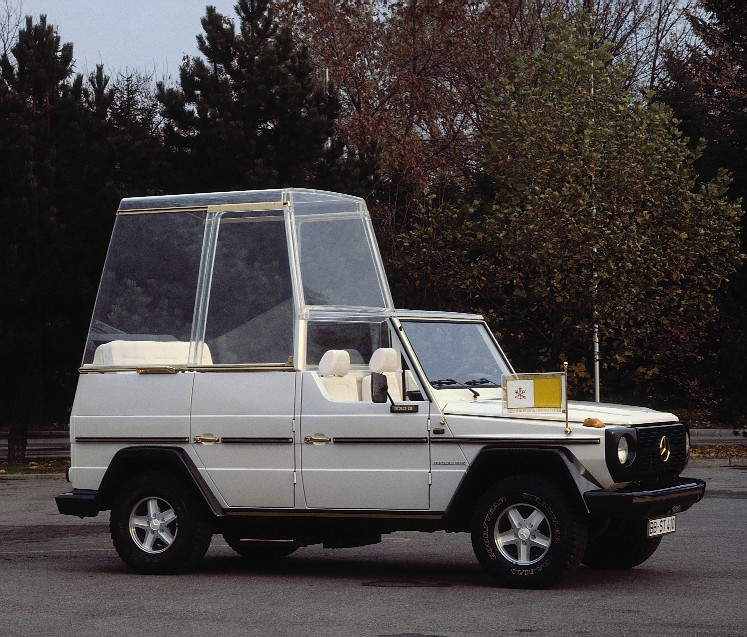
Mercedes-Benz 230 G (W460) папамобіль

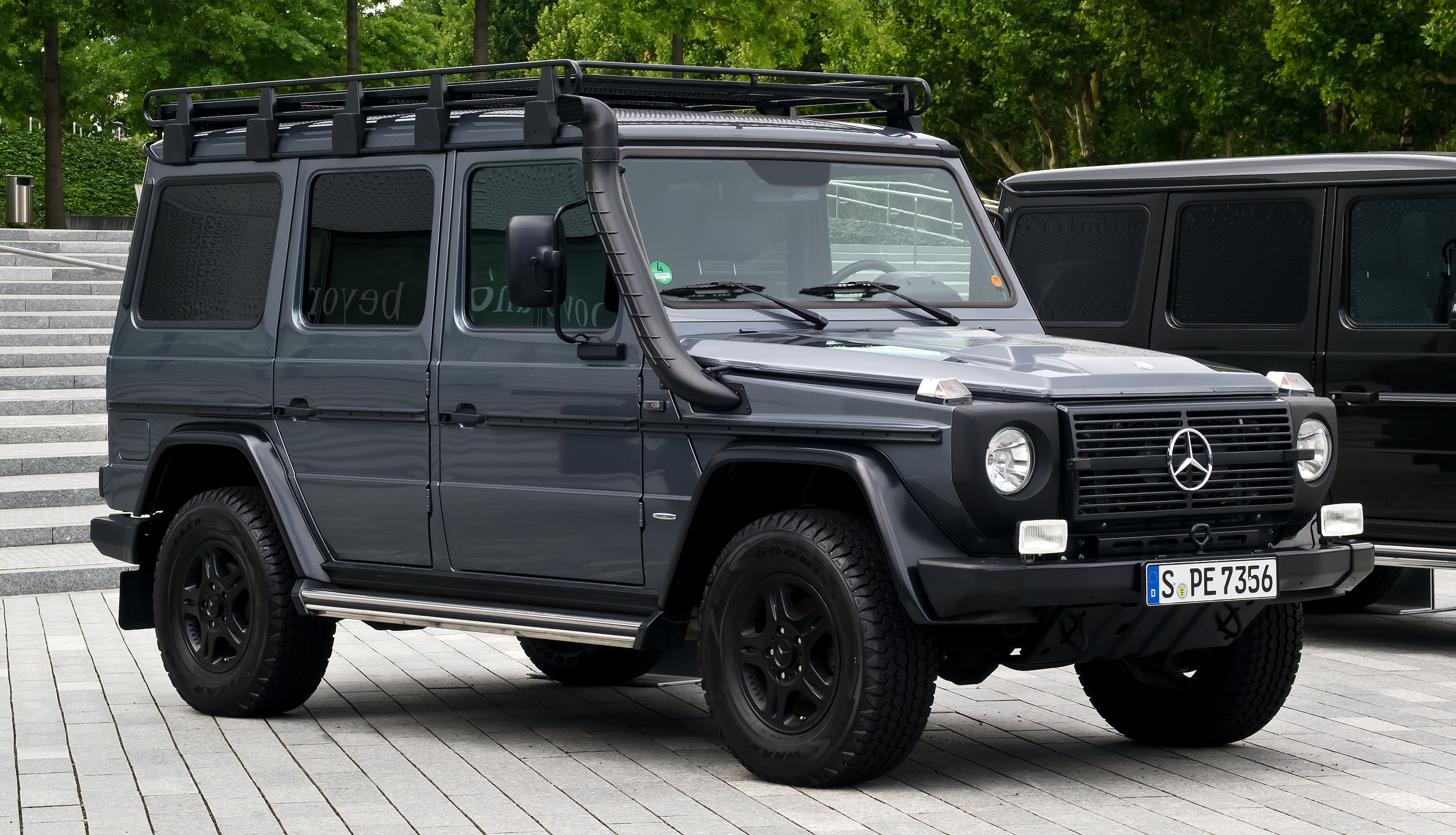
Mercedes-Benz G300 CDI Professional (W461)

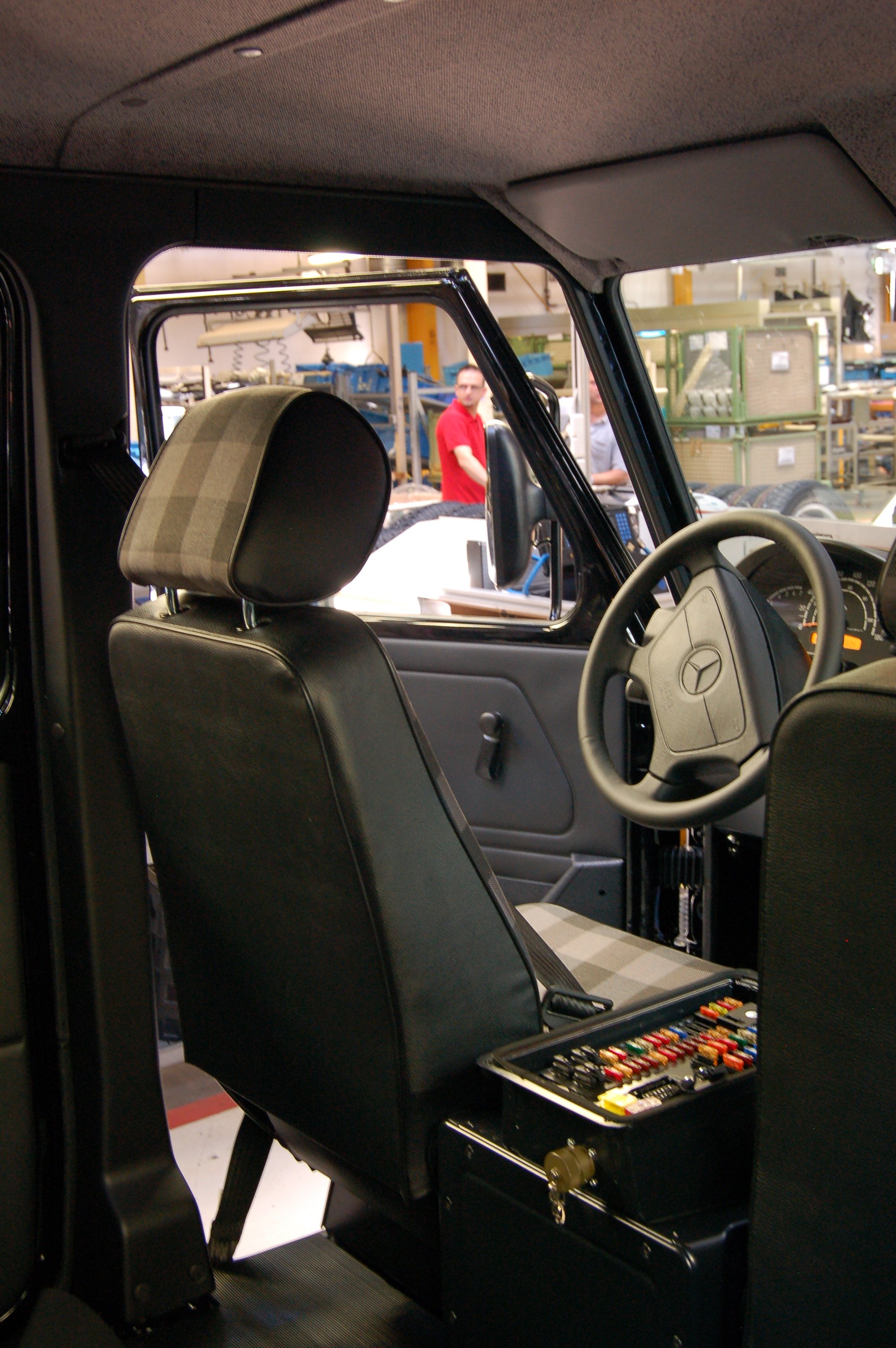
Салон W461

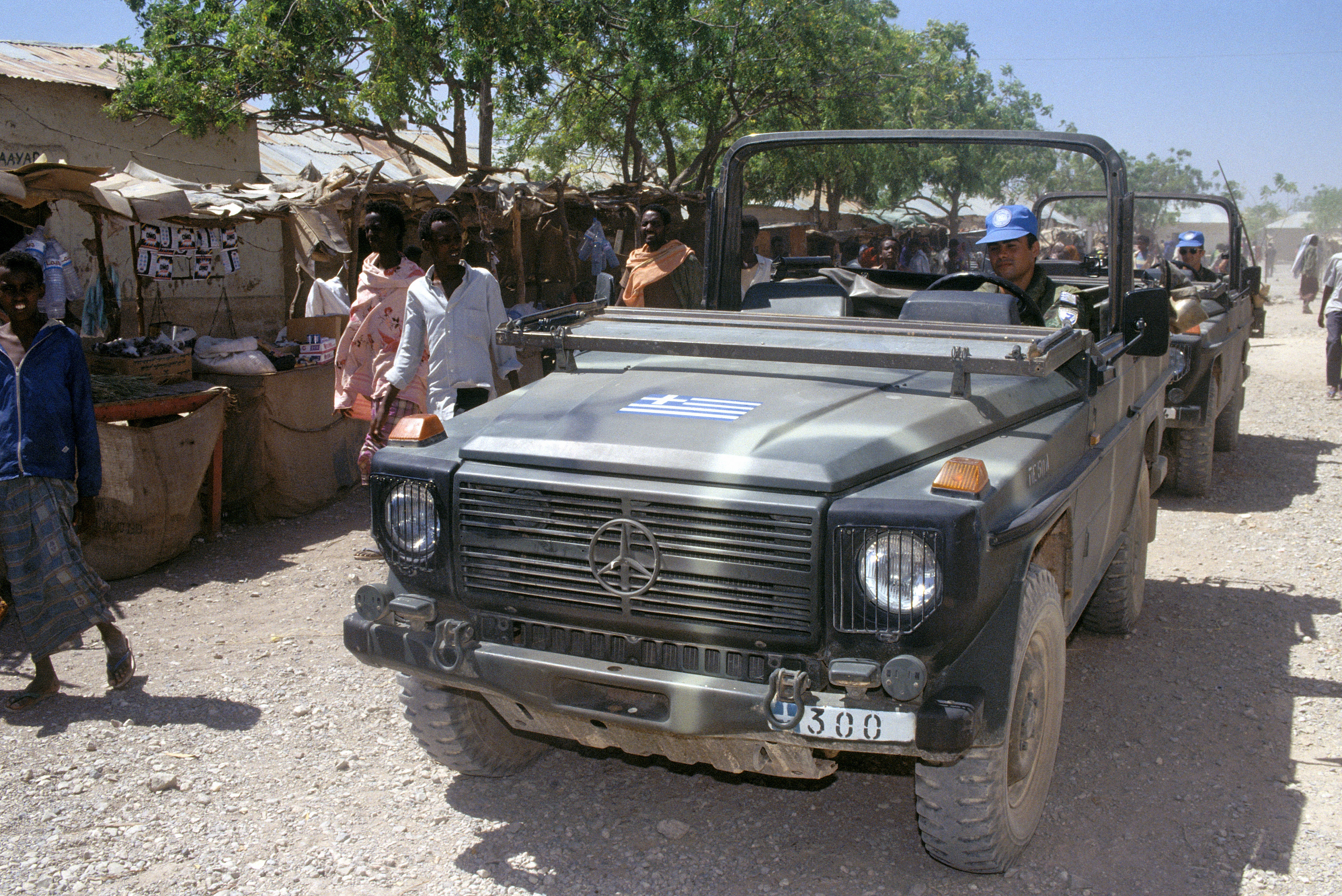
Mercedes-Benz G230 (W462)

У квітні 1973 року компанією Mercedes-Benz був створений перший дерев'яний макет майбутньої моделі, а вже через рік був представлений металевий прототип автомобіля. 11 березня 1977 року канцлер Австрії Бруно Крайський особисто заклав камені під побудову нового павільйону підприємств Steyr-Daimler-Puch AG в місті Грац (Австрія).
У лютому 1979 року відбулися перші презентації першого позашляховика G-класу. Покази 460 серії проходили з 5 по 10 лютого на автодромі в Ле Кастелло недалеко від Марселя. На вибір покупців було запропоновано модельний ряд з чотирьох двигунів. Два з них були бензиновими (230 G і 280 GE) і два — дизельними (240 GD і 300 GD). Всі автомобілі комплектувалися чотириступінчастою механічною коробкою передач і переднім приводом, що підключається. Гамма моделей включала п'ять варіантів кузова: кабріолет, трьохдверний і п'ятидверний універсали, а також фургон в двох варіантах — короткобазний (2400 мм) і довгобазний (2850 мм). Базу 2,85 м мав і п'ятидверний універсал. Для задоволення потреб військових організацій була передбачена можливість замовлення довгобазної моделі не тільки з закритими кузовами, але як трьохдверний, так і п'ятидверний варіанти з брезентовим тентом. Палітра кольорів була обмежена п'ятьма: білий кремовий (нім. Crèmeweiß), пшенично-жовтий (нім. Weizengelb), колорадський бежевий (нім. Coloradobeige), карміновий червоний (нім. Karminrot), а також зелений (нім. Agavengrün).
У листопаді 1980 року модельний ряд був доповнений закритим мікроавтобусом, для замовлення були доступні дві версії — довгобазний і короткобазний універсал. Через рік компанія розширила список додаткового обладнання кондиціонером, лебідкою, резервними паливними баками, жорстким дахом для автомобіля типу «кабріолет» і захисною сіткою на фарах. Колірна гамма забарвлення кузова була збільшена з 5 до 22 кольорів. З'явилася версія з АКПП. Об'єм паливного бака був збільшений на 16 літрів. Потужності виробництва склали: 1979 рік — 2801 одиниць, 1980 рік — 7533 од., 1981 рік — 6950 од.
У травні 1982 року замість 230 G стартував випуск моделі 230 GE. Новий двигун M102 оснастили системою впорскування бензину, завдяки чому силовий агрегат розвивав потужність в 125 кінських сил. Потужність карбюраторного силового агрегату М115 становила 90 і 100 к.с. в залежності від модифікації. Через рік, у березні 1983 року, модель 230 GE стала пропонуватися з автоматичною 4-ступінчастою трансмісією. У липні 1983 року для всіх моделей стала доступна механічна 5-ступінчаста коробка передач.
Модель Mercedes-Benz 280GE брала участь в ралі Париж-Дакар. 1982 року на старт вийшло 4 екіпажу: Migault-Migault, Jaussaud-Brière, Gaillard-Gauvin, Ікс-Брассер. Через рік участь в гонках брало 3 екіпажі: Ікс-Брассер, Migault-Gauvain, Jaussaud-Da Silva. В цьому ж році автомобіль Mercedes-Benz 280GE № 142 під керуванням Жаки Ікс і Клод Брассер став переможцем ралі Париж-Дакар. 1984 року лише 1 екіпаж вийшов на старт: Jaussaud-Fontenay.
У 1985 році концерн припинив випуск короткобазного фургона. В цей же час в стандартне оснащення автомобілів включили блокування диференціалів. Через рік на моделі 230 GE і 280 GE в якості опції став доступний каталітичний нейтралізатор відпрацьованих газів. В цей же час був випущений ювілейний 50-тисячний автомобіль. Застарілий двигун M115 остаточно замінили на M102.
У 1987 році компанія провела чергову модернізацію автомобіля: з'явилися електроприводи дверних стекол і антени приймача, збільшився об'єм паливного бака. Компанія поповнила модельний ряд W460 новою модифікацією 250 GD з 2,5-літровим дизельним двигуном OM602 потужністю 84 к.с. (62 кВт). Водночас керівництво та інженери Daimler-Benz розпочали розробляти 463 серію.
У 1989 році на честь 10-річчя моделі була випущена модифікація 230 GE Classic. Відмінність обмеженої серії кількістю в 300 екземплярів полягала в пофарбуванні кузова в колір металік і розширений список стандартного оснащення.
Виробництво 460 серії було завершено в серпні 1991 року з випуском моделей 230 GE і 250 GD. Тоді ж відбулася презентація серії W461 — спеціальної військової моделі, яка виготовлялася до 2001 року. Він є автомобілем «для особливих умов експлуатації» і його придбають переважно військові, спецслужби і т. ін. Цей автомобіль служить в арміях більш ніж 20 країн світу — таких як Німеччина, Швейцарія, Канада, Австралія, Єгипет і т. д. Навіть США закупили близько тисячі автомобілів Ґелендеваґен в кузові W461, бо Хаммер Н1 не влазить у вертоліт. Випускається в довгобазовому і короткобазовому варіантах, так само з кузовом кабріолет з брезентовим верхом. Базова ціна довгобазового суцільнометалевого автомобіля Ґелендеваґен з кузовом W461 в Німеччині для юридичних осіб становить 58 000 євро. Продаж фізичним особам обмежений — для покупки цієї машини потрібен «сертифікат кінцевого споживача» (доказ необхідності цього автомобіля).
Візуальними відмінностями моделі W461 від цивільної версії W463 є: вузький сталевий передній бампер без протитуманних фар (можуть опціонально кріпитися зверху на бампер під головними фарами), металева решітка радіатора (у моделі W463 решітка пластикова), гумові окуляри фар зміненої форми (у моделі W463 окуляри квадратні і пластикові), вузькі металеві водостоки на рамці лобового скла, дзеркала вантажного типу без покажчиків поворотів, змінений щиток приладів, відсутність дерев'яних вставок в торпедо, тунель між передніми кріслами, механічні склопідйомники, відсутність люка в даху, гумові молдинги на дверях і крилах, гумові розширювачі крил, вузький сталевий розділений на дві частини задній бампер, інше розташування номерного знака.

### Двигуни

#### W460 (1979—1992, Кат. від 1984)
| Модель | Двигун | Циліндри  | Об'єм | Потужність                                  | Роки випуску |
| ------ | ------ | --------- | ----- | ------------------------------------------- | ------------ |
| 230 G  | M 115  | Р4        | 2,3 l | 66 кВт (90 к.с.)/75 кВт (102 к.с.)          | 1979–82      |
| 200 GE | M 102  | Р4        | 2,0 l | 80 кВт (113 к.с.)(кат.)/85 кВт (116 к.с.)   | на експорт   |
| 230 GE | M 102  | Р4        | 2,3 l | 90 кВт (122 к.с.)(кат.)/92 кВт (125 к.с.)   | 1982–1992    |
| 280 GE | M 110  | Р6        | 2,8 l | 110 кВт (150 к.с.)(кат.)/115 кВт (156 к.с.) | 1980–1990    |
| 240 GD | OM 616 | Р4-дизель | 2,4 l | 53 кВт (72 к.с.)                            | 1979–1987    |
| 250 GD | OM 602 | Р5-дизель | 2,5 l | 62 кВт (84 к.с.)                            | 1987–1992    |
| 300 GD | OM 617 | Р5-дизель | 3,0 l | 65 кВт (88 к.с.)                            | 1979–1990    |

#### W461 (з 1992)
| Модель                     | Двигун | Циліндри       | Об'єм | Потужність         | Роки випуску                               |
| -------------------------- | ------ | -------------- | ----- | ------------------ | ------------------------------------------ |
| 230 GE/G 230               | M 102  | Р4             | 2,3 l | 93 кВт (126 к.с.)  | 1992–2001                                  |
| 290 GD/G 290 DIESEL        | OM 602 | Р5-дизель      | 2,9 l | 70 кВт (95 к.с.)   | 1992–1997                                  |
| 290 GD T/G 290 TURBODIESEL | OM 602 | Р5-турбодизель | 2,9 l | 88 кВт (120 к.с.)  | 1998–2001                                  |
| G 270 CDI Worker           | OM 612 | Р5-турбодизель | 2,7 l | 115 кВт (156 к.с.) | для комунальних служб/військових 2001—2006 |
| G 280 CDI Worker           | OM 642 | V6-турбодизель | 3,0 l | 135 кВт (184 к.с.) | для комунальних служб/військових з 2007    |
| G 280 CDI Edition 30 PUR   | OM 642 | V6-турбодизель | 3,0 l | 135 кВт (184 к.с.) | 2009                                       |
| G 280/300 CDI Professional | OM 642 | V6-турбодизель | 3,0 l | 135 кВт (184 к.с.) | 2010–2013                                  |

#### W462 (Варіант ELBO)
| Модель     | Двигун | Циліндри  | Об'єм | Потужність        | Роки випуску |
| ---------- | ------ | --------- | ----- | ----------------- | ------------ |
| G 230/24   | M 102  | Р4        | 2,3 l | 93 кВт (126 к.с.) |              |
| G 290GD/28 | OM 602 | Р5-дизель | 2,9 l | 70 кВт (95 к.с.)  |              |

## Друге покоління (W463, 1990—2018)

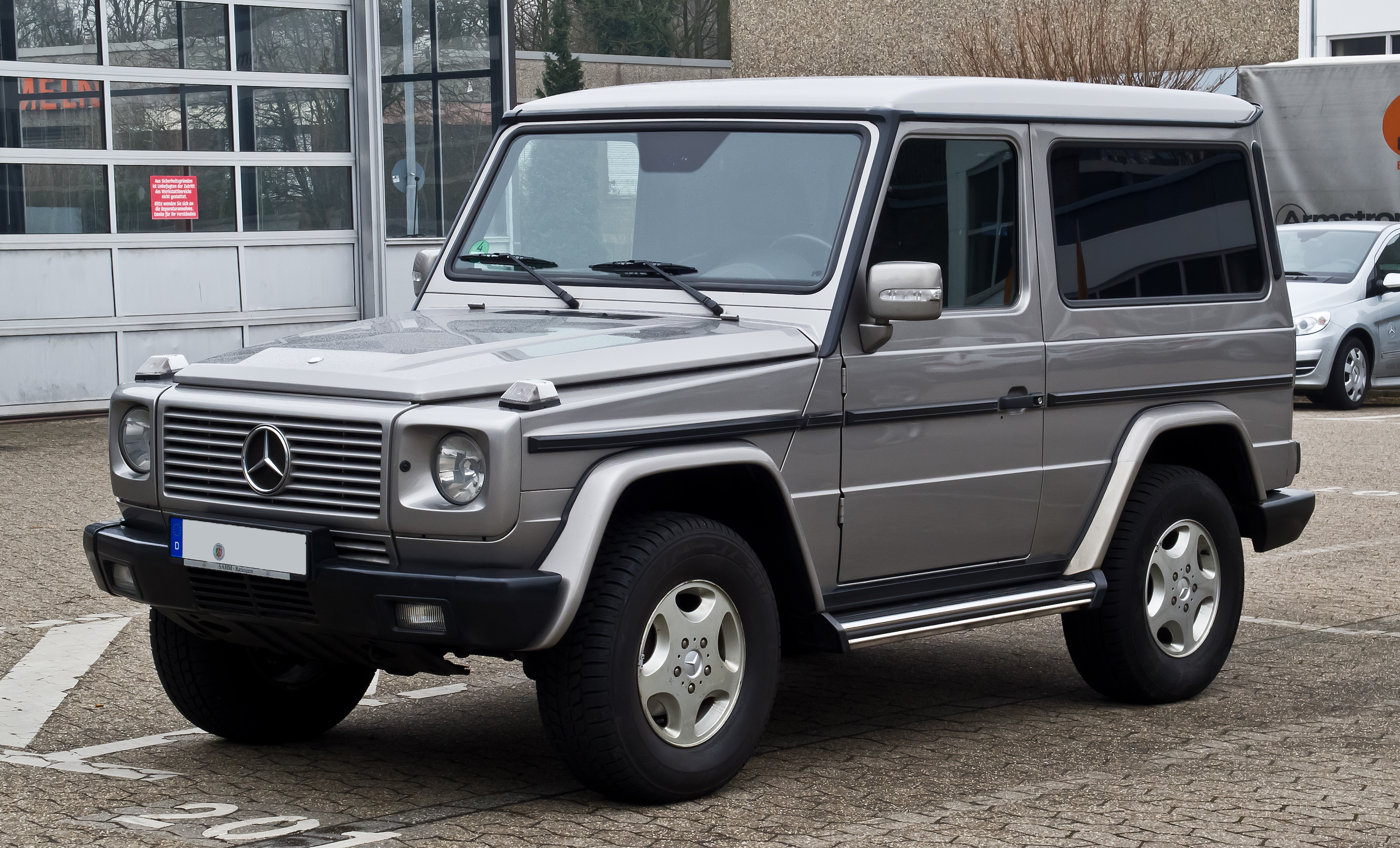
Mercedes-Benz G270 CDI (W463; 2001–2005)

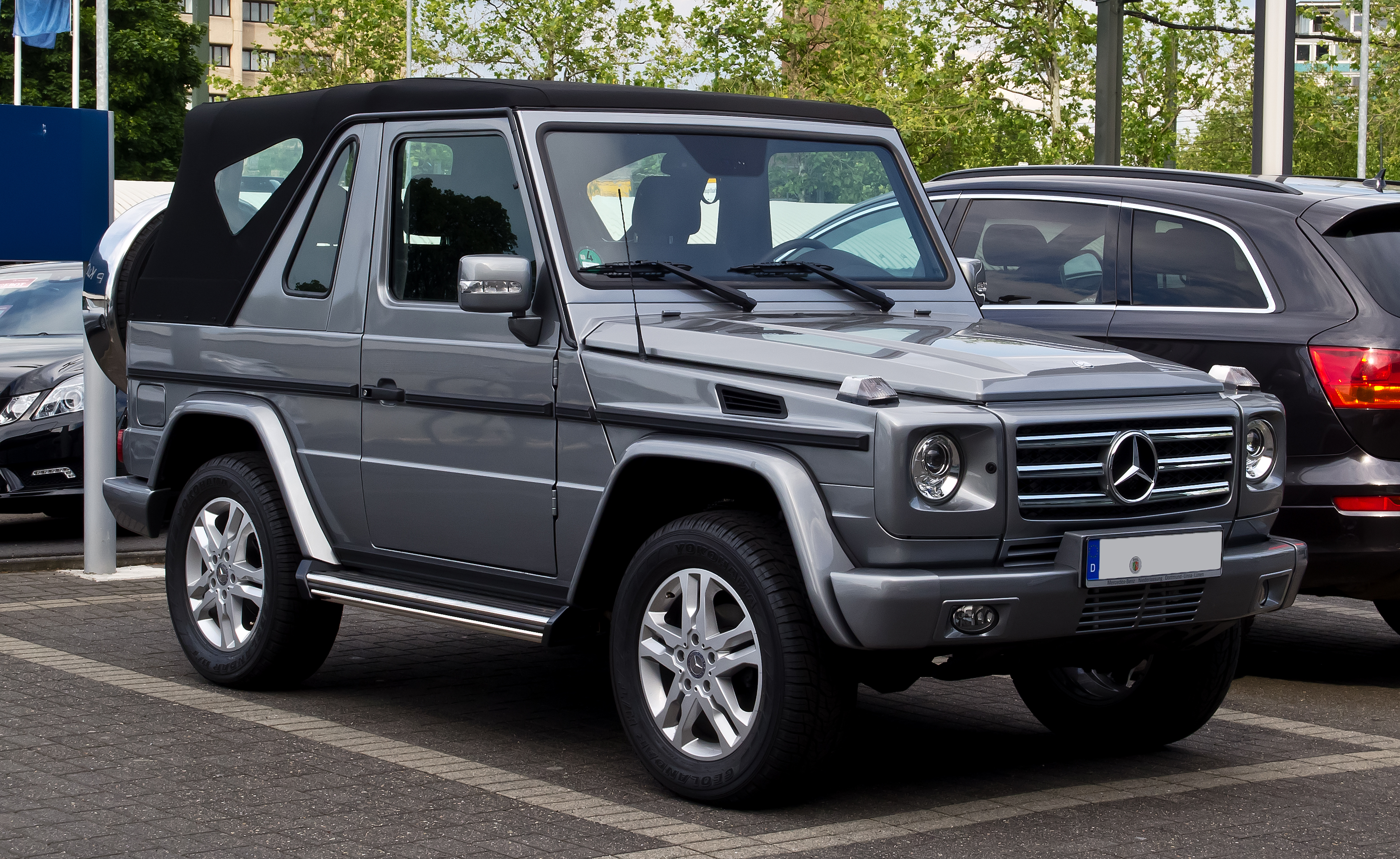
Mercedes-Benz G350 BlueTEC Cabriolet (W463; 2010–2015)

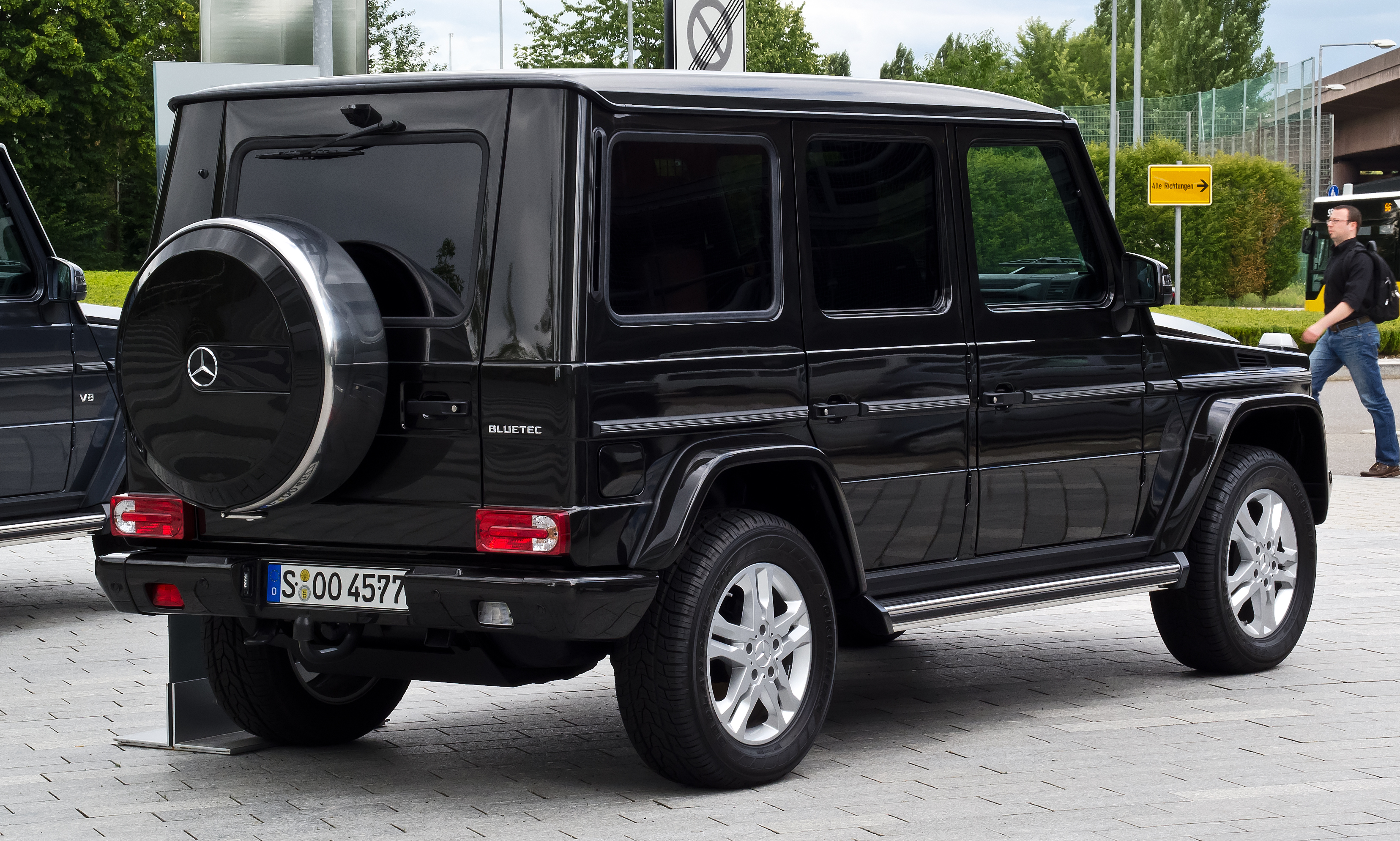
Mercedes-Benz G350 BlueTEC (W463)

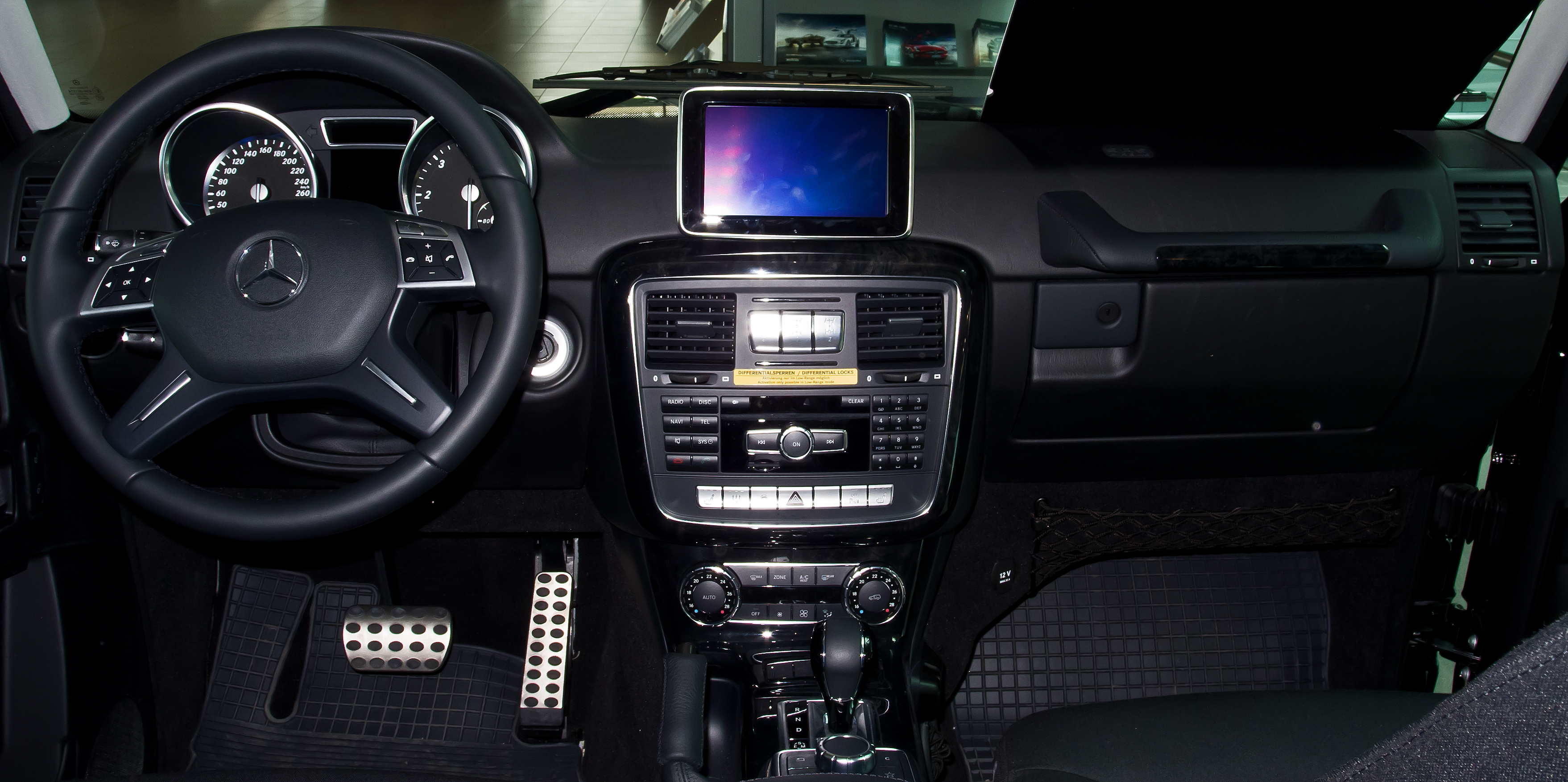

У 1990 році на автосалоні у Франкфурті було представлено нове покоління G-класу — автомобіль Mercedes-Benz W463. У цьому ж році було налагоджено і виробництво нової моделі. Модельний ряд складався з модифікацій 230 GE, 300 GE, 250 GD і 300 GD. Інтер'єр нового G-класу був повністю оновлений і отримав дерев'яні вставки та шкіряну оббивку. Всього в 1990 році було виготовлено 12 103 автомобілів 463 серії.
У 1992 році дебютував новий 2,9-літровий турбодизельний двигун. На автомобілі 463 серії почали встановлювати круїз-контроль, чохол запасного колеса з нержавіючої сталі, в обробці салону з'яволася дерево. У цьому році був виготовлений 100-тисячний автомобіль.
У 1993 році була випущена модифікація 500GE з двигуном 5,0 л V8 потужністю 241 к.с., який вже встановлювався на легкові моделі 500 SE/SEL/SEC. Автомобіль обладнувався АКПП і каталізатором, в оформленні інтер'єру були присутні шкіряні сидіння з підігрівом, обробка «під дерево» центрального консолі, електрична кришка. Екстер'єр відрізнявся спеціальним забарвленням кузова аметисту синього кольору, а також порогами з нержавіючої сталі. Модель 500 GE обладнувалась двома блокуваннями диференціалів (міжосьового та заднього). Всього було випущено 500 екземплярів. У цьому ж році компанія змінила корпоративне індексування торгової марки Mercedes-Benz. В серії W463 була переставлена перед цифровим позначення буква «G», що вказує на тип автомобіля. Відповідно модель 300 GE стала іменована G 300, а модифікація 350 GD отримала позначення G 350 TD.
У 1994 році відбулася модернізація 463-ї серії: на передні колеса встановили дискові вентильовані гальма, в двері інтегрували центральне блокування замків, автомобіль оснастили імобілайзером. Стартував випуск модифікації G320. 1996 року був представлений кабріолет з електрогідравлічним приводом м'якого верху і турбодизельна модифікація G 300 Turbodiesel з двигуном OM606. Надувні подушки безпеки увійшли в стандартне оснащення позашляховика.
У 1997 році на модель G 320 встановили новий силовий агрегат V6 M112 замість старого M104 в компонуванні I6. В цей же час була представлена нова модифікація з 2,9-літровим турбодизелем двигуном — G 290 GD. У вересні того ж року вийшла нова модифікація G 500 (1998 модельний рік).
Навесні 1999 року топова модифікація G 500 отримала оновлення, до якого увійшли такі елементи, як кермо з кнопками і прямокутний, інформативніший дисплей на приладовій панелі. Змінилося розташування клавіш на панелі приладів. Крім того, була представлена модифікація G 500 Classic з усіма відмітними особливостями стандартної моделі, але пофарбована в темно-вишневий колір.
У 2000 році компанія оновила салон автомобіля. В результаті позашляховик отримав нову обшивку дверей, блок мультимедіа Command, а кнопки блокувань диференціалів перенесли вище між передніми повітродувам. Стартував випуск моделі G 400 CDI з турбованим двигуном OM628, оснащеними системою Common Rail. Після придбання концерном DaimlerChrysler тюнінгового ательє AMG була представлена високопродуктивна версія позашляховика G55 AMG з двигуном V8 потужністю 354 к.с.
У 2001 році компанія знову провела рестайлінг моделі. Зміни торкнулися приладової панелі (встановлене багатофункціональне кермо і нова приладова дошка) і коробки передач (автоматична коробка передач з функцією Tiptronic). На автомобіль встановили клімат-контроль і датчик дощу. Зовнішні зміни торкнулися білих розсіювачів покажчиків поворотів і задніх ліхтарів. З'явилася нова версія модельного ряду — G 270 CDI. Через рік відбулася прем'єра нової версії G55 AMG з атмосферним двигуном, швидкість розгону якого від 0 до 100 км/год становила 7,4 секунди. Зміни торкнулися і електроніки. З весни 2002 року в список стандартного оснащення увійшли електронна система стабілізації ESP і система допомоги при екстреному гальмуванні Brake Assist. Також автомобіль оснастили протиковзаючою системою 4-ETS, що імітує блокування міжосьового і двох міжколісних диференціалів.
У 2004 році відбулася прем'єра G55 AMG, оснащеного двигуном з компресором, потужність якого становила 476 кінських сил. Час розгону автомобіля від 0 до 100 км/год зменшився до 5,6 сек.
В кінці 2006 року був проведений рестайлінг передньої оптики позашляховика (вперше встановлено бі-ксенонові фари), протитуманних фар і задніх ліхтарів, приладової панелі і системи мультимедіа COMAND. Компанія представила модель 2007 року на моторшоу в Парижі у вересні 2006. У моторній гамі G-класу також відбулися зміни: потужність G55 K AMG була збільшена з 476 до 500 к.с.
У 2009 році компанія знову обновила зовнішній вигляд решітки радіатора і колісних дисків. Модель G55 Kompressor отримала підвищення потужності до 507 к.с.
У 2012 році концерн Daimler AG провів черговий рестайлінг модельного ряду. В цей же час відбулася прем'єра нової високопродуктивної версії G63 AMG потужністю більше 500 кінських сил. Час розгону від 0 до 100 км/год склав 5,4 секунди. Крім того, серія поповнилася топовою версією G65 AMG з бітурбірованним V12 двигуном робочим об'ємом 6 літрів, потужність якого становила понад 600 к.с. 2013 року модельний ряд позашляховиків G-класу поповнився автомобілем з колісною формулою 6х6.

### Двигуни

#### W463 (1990–сьогодні)
| Модель                           | Циліндри     | Об'єм     | Потужність         | Роки випуску                            |
| Бензинові                        | Бензинові    | Бензинові | Бензинові          | Бензинові                               |
| -------------------------------- | ------------ | --------- | ------------------ | --------------------------------------- |
| 200 GE                           | Р4           | 2,0 l     | 113(Kat)/116 к.с.  | на експорт                              |
| 230 GE/G 230                     | Р4           | 2,3 l     | 93 кВт (126 к.с.)  | 1990–1995                               |
| 300 GE/G 300                     | Р6           | 3,0 l     | 125 кВт (170 к.с.) | 1990–1994                               |
| 500 GE                           | V8           | 5,0 l     | 176 кВт (240 к.с.) | 1993 (лімітована версія)                |
| 500 GE 6.0 AMG                   | V8           | 5,0 l     | 243 кВт (331 к.с.) | 1993 (збудований на основі 500 GE)      |
| G 320                            | Р6           | 3,2 l     | 154 кВт (210 к.с.) | 1994–1998                               |
| G 36 AMG                         | Р6           | 3,6 l     | 200 кВт (272 к.с.) | 1994–1998 (збудований на основі 500 GE) |
| G 320                            | V6           | 3,2 l     | 158 кВт (215 к.с.) | 1998–2005                               |
| G 500                            | V8           | 5,0 l     | 218 кВт (296 к.с.) | 1999–2008                               |
| G 500                            | V8           | 5,5 l     | 285 кВт (388 к.с.) | з 2007                                  |
| G 55 AMG                         | V8           | 5,4 l     | 260 кВт (354 к.с.) | 2002–2004                               |
| G 55 AMG                         | V8-компресор | 5,4 l     | 350 кВт (476 к.с.) | 2004–2006                               |
| G 55 AMG                         | V8-компресор | 5,4 l     | 368 кВт (500 к.с.) | 2006–2008                               |
| G 55 AMG                         | V8-компресор | 5,4 l     | 373 кВт (507 к.с.) | 2008–2012                               |
| G 63 AMG                         | V12          | 6,3 l     | 326 кВт (444 к.с.) | 2002–2003 (мала серія)                  |
| G 63 AMG                         | V8           | 5,5 l     | 400 кВт (544 к.с.) | з 2012                                  |
| G 65 AMG                         | V12          | 6,0 l     | 450 кВт (612 к.с.) | з 2012                                  |
| Дизельні                         |              |           |                    |                                         |
| 250 GD                           | Р5           | 2,5 l     | 69 кВт (94 к.с.)   | 1990–1992                               |
| 300 GD/G 300 DIESEL              | Р6           | 3,0 l     | 83 кВт (113 к.с.)  | 1990–1994                               |
| 350 GD T/G 350 TURBODIESEL       | Р6           | 3,5 l     | 100 кВт (136 к.с.) | 1992–1997                               |
| G 300 TURBODIESEL                | Р6           | 3,0 l     | 130 кВт (177 к.с.) | 1997–2001                               |
| G 270 CDI                        | Р5           | 2,7 l     | 115 кВт (156 к.с.) | 2001–2006                               |
| G 320 CDI / з 9/2009 — G 350 CDI | V6           | 3,0 l     | 165 кВт (224 к.с.) | 2006-2010                               |
| G 350 BlueTEC                    | V6           | 3,0 l     | 155 кВт (211 к.с.) | з 2010                                  |
| G 400 CDI                        | V8           | 4,0 l     | 184 кВт (250 к.с.) | 2001–2005                               |

### Базове та опційне обладнання
G-клас виділяється багатою базовою комплектацією, в яку входить: електропривідний люк на даху, двозонний клімат-контроль, система моніторингу сліпих зон, камера заднього виду, адаптивний круїз-контроль Distronic Plus з автоматичним гальмуванням, передні сидіння з вентиляцією і підігрівом, шкіряна обшивка інтер'єру з дерев'яними вставками, інформаційно-розважальна система COMAND з навігацією від Mercedes, аудіосистема harman/kardon і Bluetooth. 
AMG G63 додатково може оснащуватися: сильнішим 8-циліндровим двигуном, 20-дюймовими колесами, поліпшеними гальмами, спорткарівською вихлопною системою, а також шкіряною обшивкою інтер'єру з дерев'яними або хромованими вставками «Designo».
Список опцій для King Kong AMG G65 включає в себе: 12-циліндровий двигун, передні сидіння AMG, 21-дюймові колеса і шкіряний інтер'єр Nappa.
Інші опції включають в себе: інформаційно-розважальну систему для пасажирів задніх сидінь з подвійним LCD монітором, кермо з підігрівом, саморегулюючу підвіску і сервіс «консьєрж» від Mercedes.

### Mercedes G65 AMG
Найпотужнішою версією G серії є G65 AMG з першим в історії бренду 6.0-літровим V12 бітурбованим двигуном на 604 к.с., який став основою винятковості автомобіля. Пару двигуну складає семиступінчаста автоматична коробка передач. До сотні G65 з такою силовою установкою розганяється за 5.2 секунд. Витрата палива складає 17.0 л/100 км у змішаному циклі. Привід у автомобіля на всі колеса. 
До бази G65 AMG увійшли: задні протитуманні фари, омивачі передніх фар, світлодіодні ходові вогні, електропривод бічних дзеркал, шкіряне багатофункціональне рульове колесо з налаштуванням та підігрівом, шкіряна обшивка салону, передні сидіння з електроприводом, підігрівом та вентиляцією, центральний замок з брелоком, вікна з електроприводом, навігаційна система, бортовий комп'ютер, датчики дощу та двозонний клімат-контроль.
Про безпеку автомобіля подбають: чисельні подушки безпеки, антиблокувальна гальмівна система, система розподілу гальмівного зусилля, допоміжна система гальмування, круїз-контроль, електронний контроль стійкості, антибуксувальна система, круїз-контроль і система адаптивного освітлення дороги. Сумувати у салоні не дасть аудіосистема на вісім динаміків з MP3.

## Третє покоління (W463, 2018—2024; W464, з 2021)

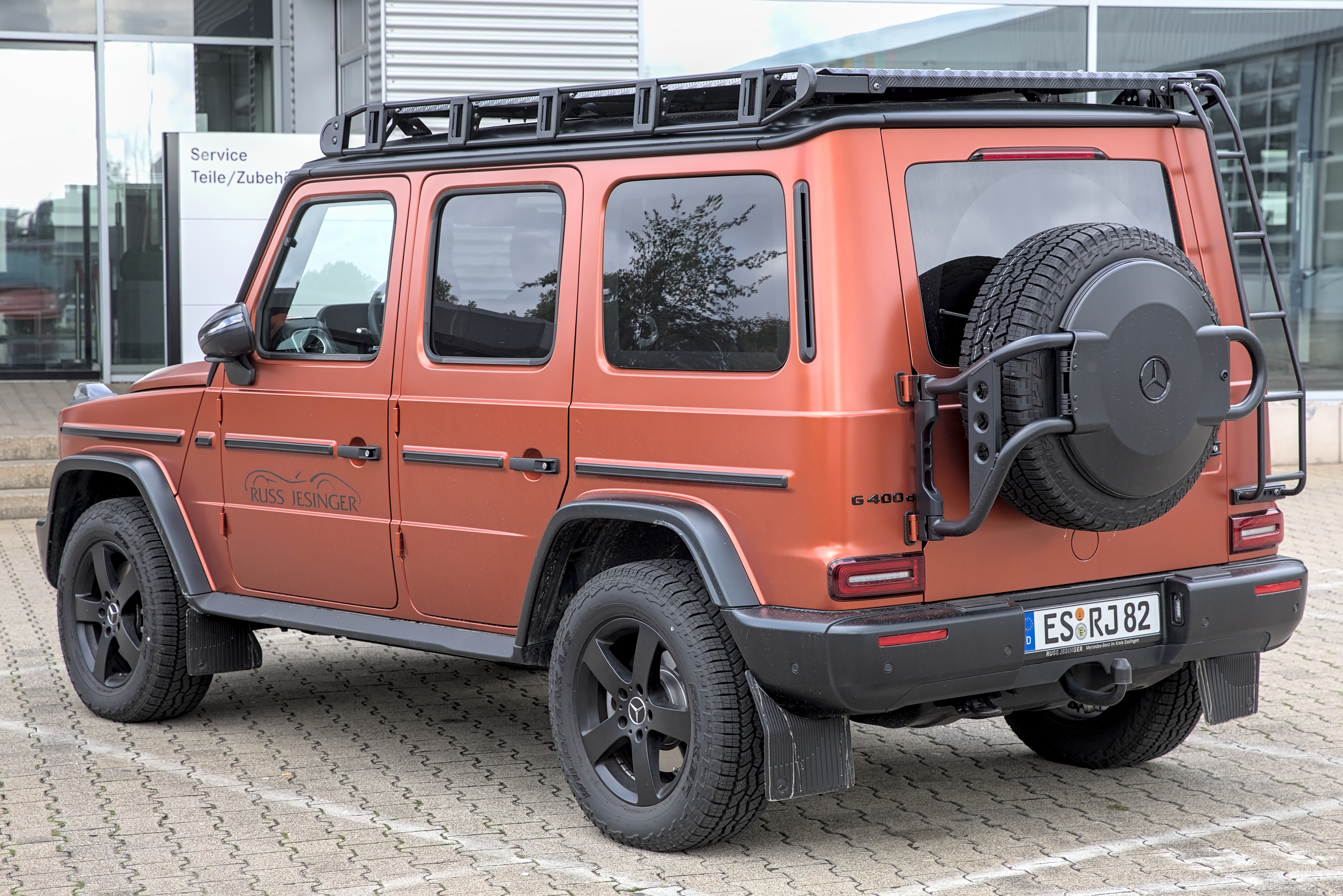
Mercedes-Benz G 400d (W463)

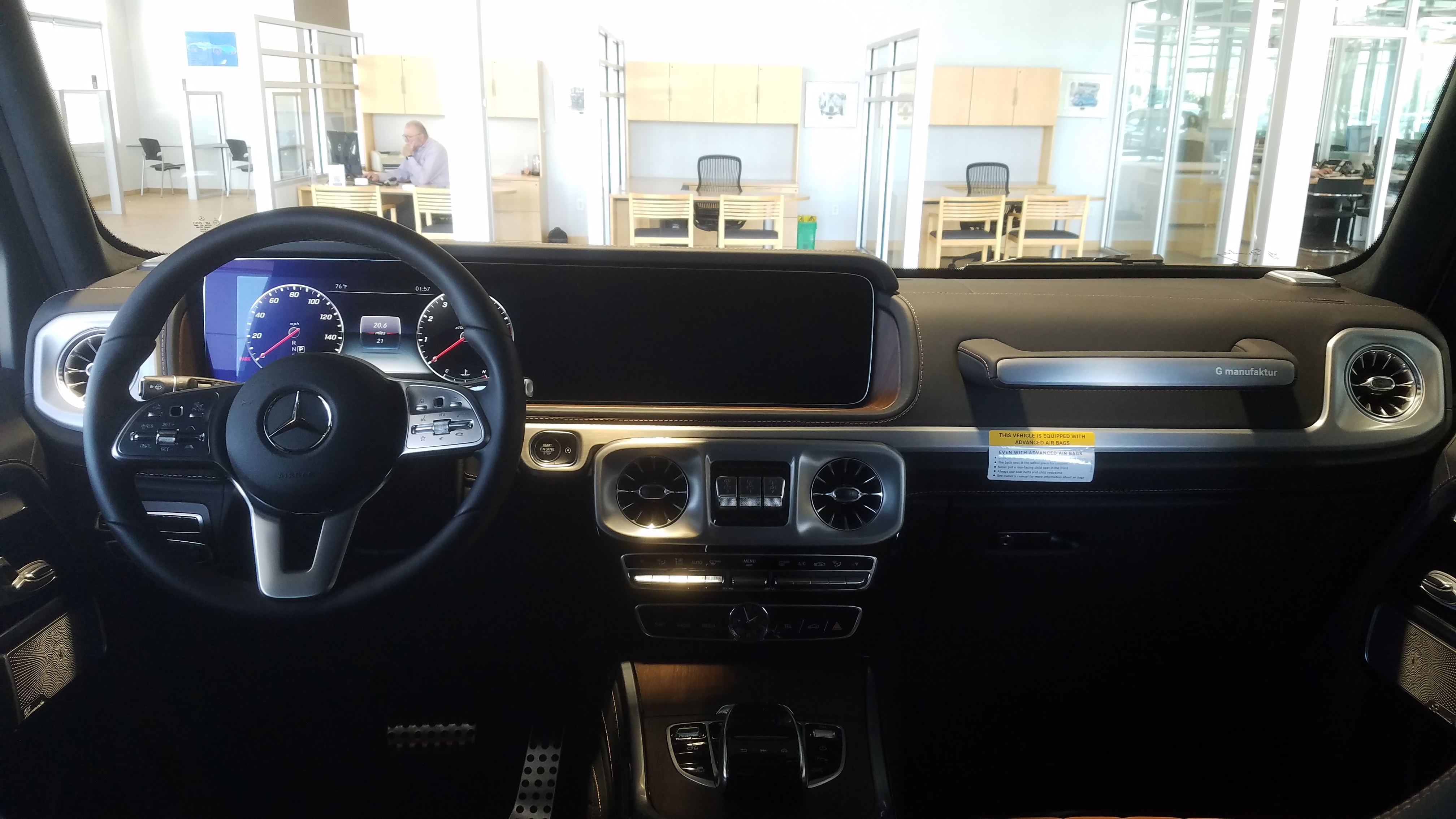

У 2016 році з'явилася інформація, що компанія Mercedes-Benz розпочала розробляти позашляховик нового покоління (заводський індекс W463). Наступне покоління легендарного Geländewagen представлено на початку 2018 року на автосалоні в Детройті.
Автомобіль зберіг лонжеронну раму, три блокування, отримав алюмінієві деталі, а найсерйозніша модернізація торкнулася шасі, яке проєктували разом з інженерами з підрозділу AMG.
Передній міст замінений незалежною підвіскою на подвійних поперечних важелях. Підрамника немає — заради збільшення кліренсу шарніри розташовані якомога вище безпосередньо на рамі, яка в цьому місці має додаткову розпірку. У кермовому механізмі — рейка з електропідсилювачем. Ззаду — посилений міст складнішої конструкції: з кожного боку буде аж по чотири поздовжніх важеля замість одного. Так собі рішення з точки зору надійності, зате хід обох підвісок збільшився, а дорожній просвіт став на шість міліметрів більшим і становить 241 мм. Глибина подоланого броду зросла з 60 см до 70.
Хід стиснення передньої підвіски складає 8,5 см, відбою — десять. Показники заднього моста — 8,2 і 14,2 см відповідно. В якості пружних елементів як і раніше використовуються пружини.
Ґелендеваґен отримає нові дизельні та бензинові рядні «шістки», що будуть працювати з дев'ятиступеневою АКПП, спеціально адаптованою для G-класу. Роздавальна коробка встановлена не окремо, а прилаштована до коробки передач. І якщо нинішній Ґелендеваґен має симетричний міжосьовий диференціал, то у нового момент розподіляється в співвідношенні 40:60 на користь задньої осі. Передавальне число пониженої передачі зросло з 2,1 до 2,93.
Кут з'їзду складає 30º, кут в'їзду виріс на один градус, до 31º, а кут рампи — 26º.
У 2021 році G-клас отримав оновлення інтер'єру у вигляді повністю цифрової 12,3-дюймової приладової панелі. Mercedes-Benz G-Class 2023 року обладнаний мультимедійною системою на базі Mercedes COMAND.

### Двигуни
Спочатку автомобіль надійде в продаж в версії Mercedes-Benz G500 з новим двигуном 4.0 л M 176 DE 40 AL V8 Biturbo потужністю 422 к.с. при 5250–5500 об/хв та крутним моментом 610 Нм при 2250–4750 об/хв, що працює в парі з автоматичною коробкою передач 9G-Tronic та повним приводом.
| Модель    | Об'єм     | Циліндри  | Код двигуна       | Потужність         | Крутний момент | Роки випуску    |
| Бензинові | Бензинові | Бензинові | Бензинові         | Бензинові          | Бензинові      | Бензинові       |
| --------- | --------- | --------- | ----------------- | ------------------ | -------------- | --------------- |
| G 350     | 2,0 l     | І4        | M 274 DE 20 AL    | 258 к.с. (190 кВт) | 370 Нм         | 09/2020-04/2024 |
| G 500     | 4,0 l     | V8        | M 176 DE 40 AL    | 422 к.с. (310 кВт) | 610 Нм         | 05/2018-04/2024 |
| G 63 AMG  | 4,0 l     | V8        | M 177 DE 40 AL    | 585 к.с. (430 кВт) | 850 Нм         | 06/2018-04/2024 |
| Дизельні  |           |           |                   |                    |                |                 |
| G 350 d   | 2,9 l     | I6        | OM 656 D 29 R SCR | 286 к.с. (210 кВт) | 600 Нм         | 01/2019-10/2022 |
| G 400 d   | 2,9 l     | I6        | OM 656 D 29 R SCR | 330 к.с. (243 кВт) | 700 Нм         | 07/2019-04/2024 |

### Mercedes-AMG G63
Автомобіль представлений в версії Mercedes-AMG G63 з новим двигуном 4.0 л M 177 DE 40 AL V8 Biturbo потужністю 585 к.с. при 6000 об/хв та крутним моментом 850 Нм при 2500-3500 об/хв. Максимальна швидкість автомобіля складає 220 км/год (240 км/год з пакетом AMG Drivers), прискорення від 0 до 100 км/год становить 4,5 с.

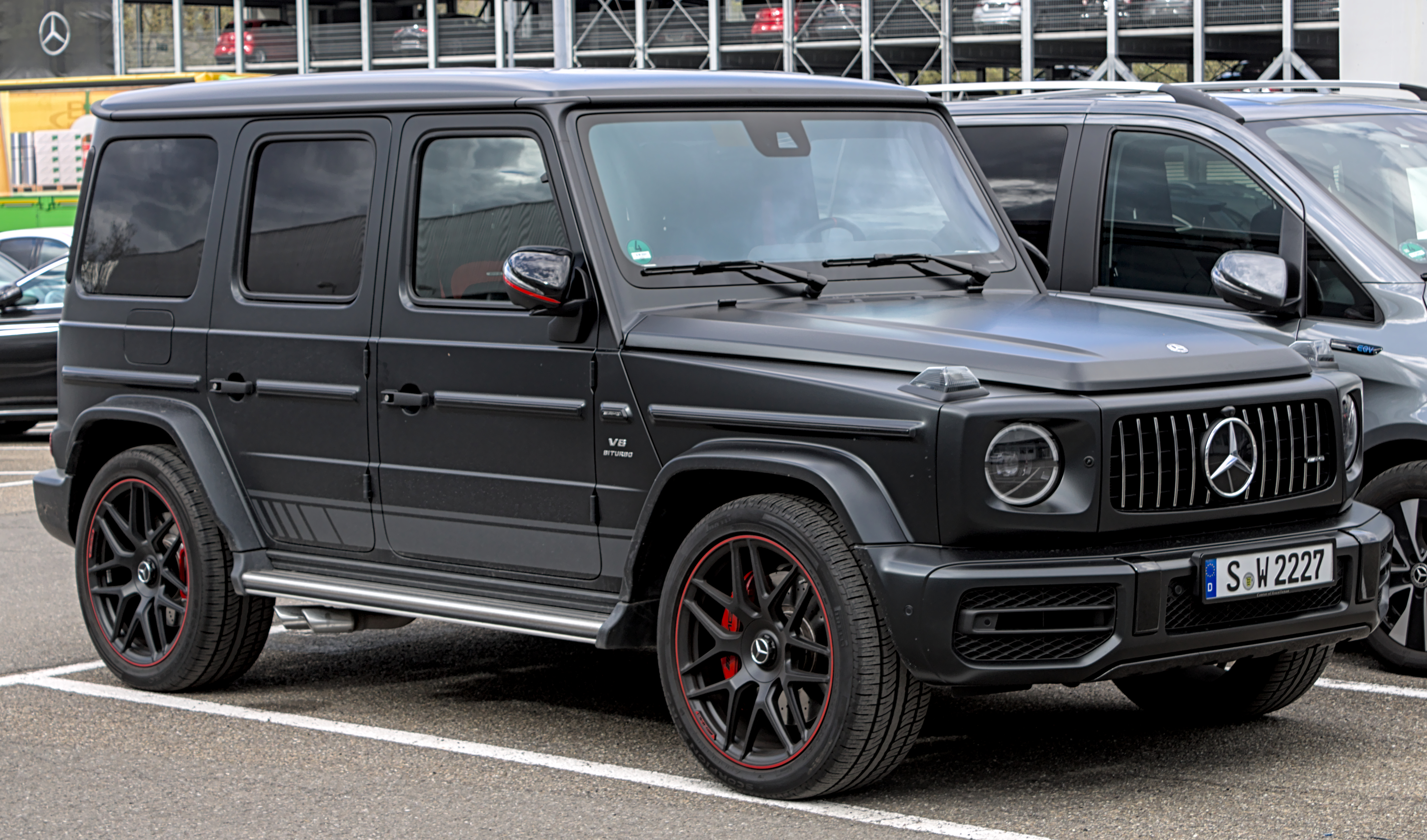
G 63 (з 2018)
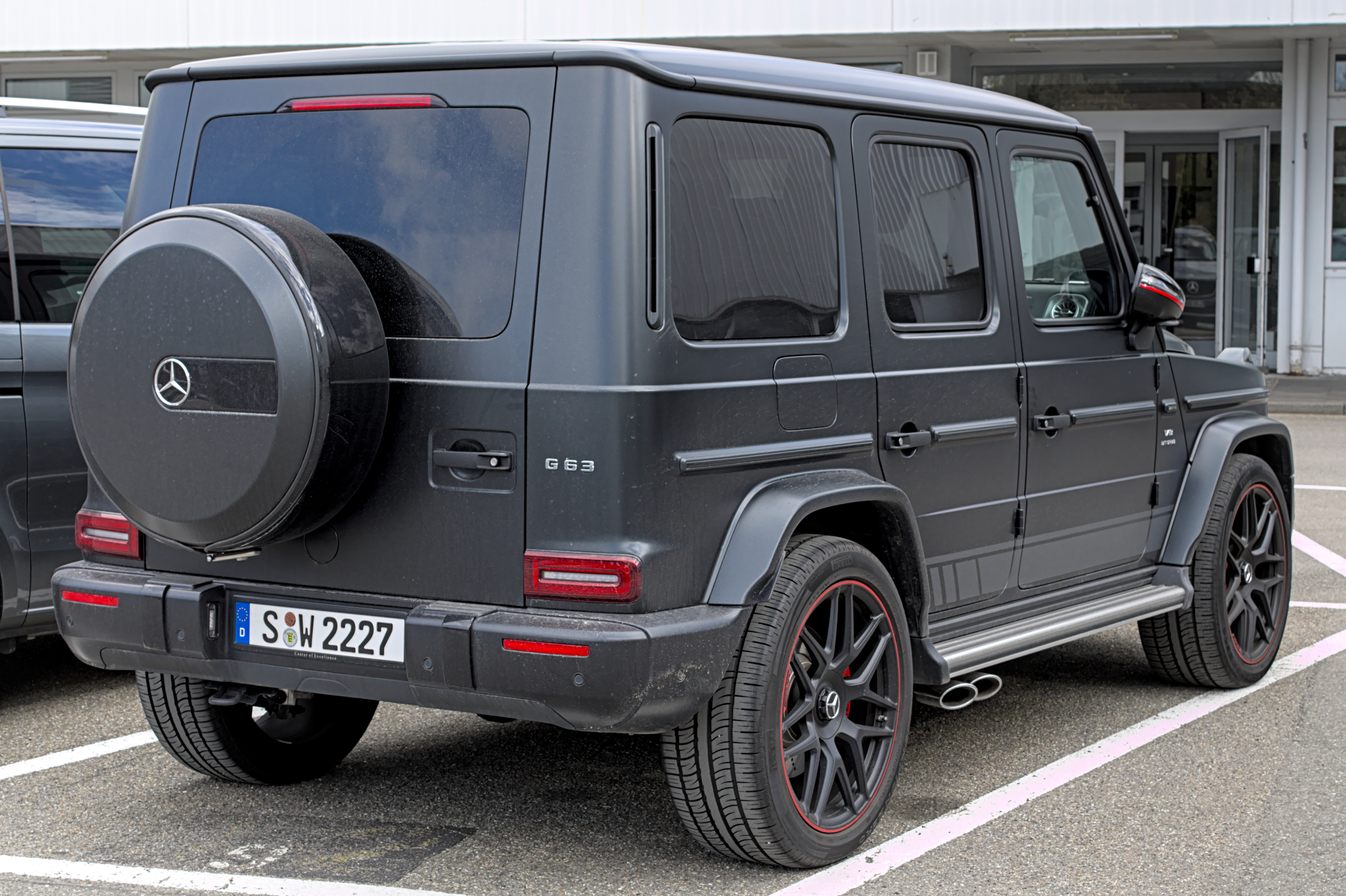
G 63 (з 2018)
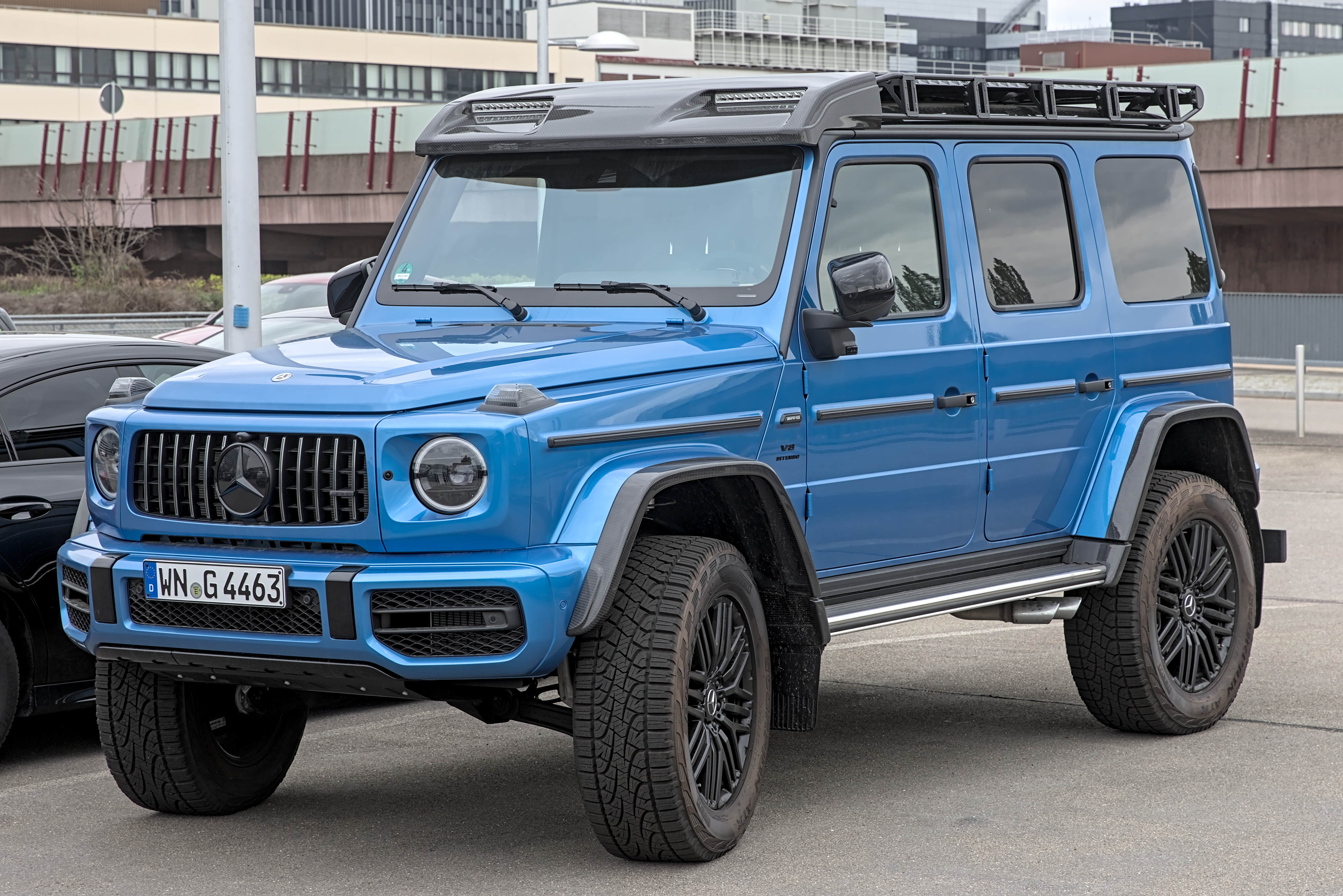
G 63 4x4²
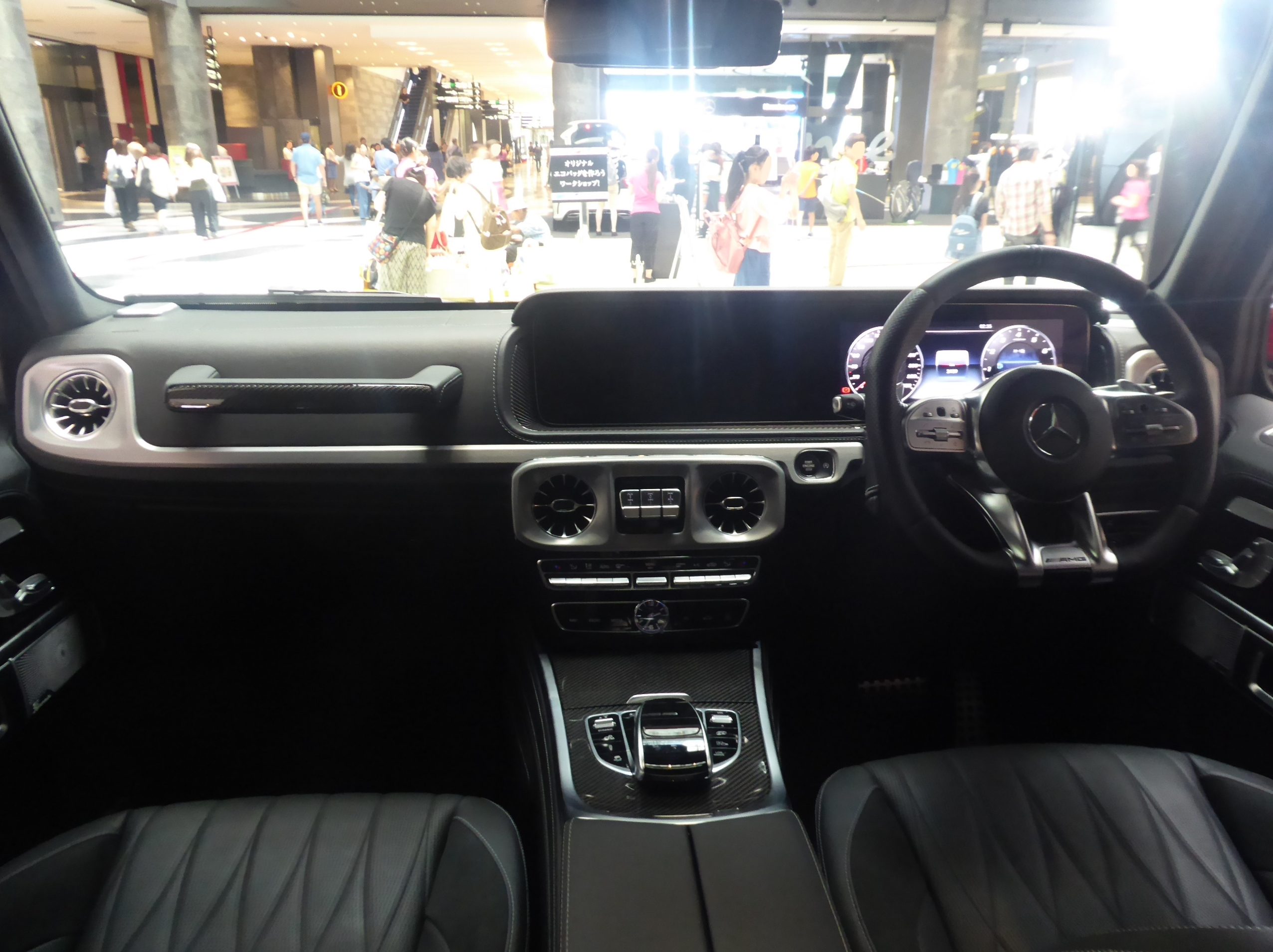
салон

### Concept EQG
На IAA у вересні 2021 року в Мюнхені Daimler презентував електромобіль Mercedes-Benz Concept EQG. У своїй базовій формі концептуальний автомобіль відповідає своєму автомобілю з двигуном внутрішнього згоряння, але має різні елементи суббренда EQ.

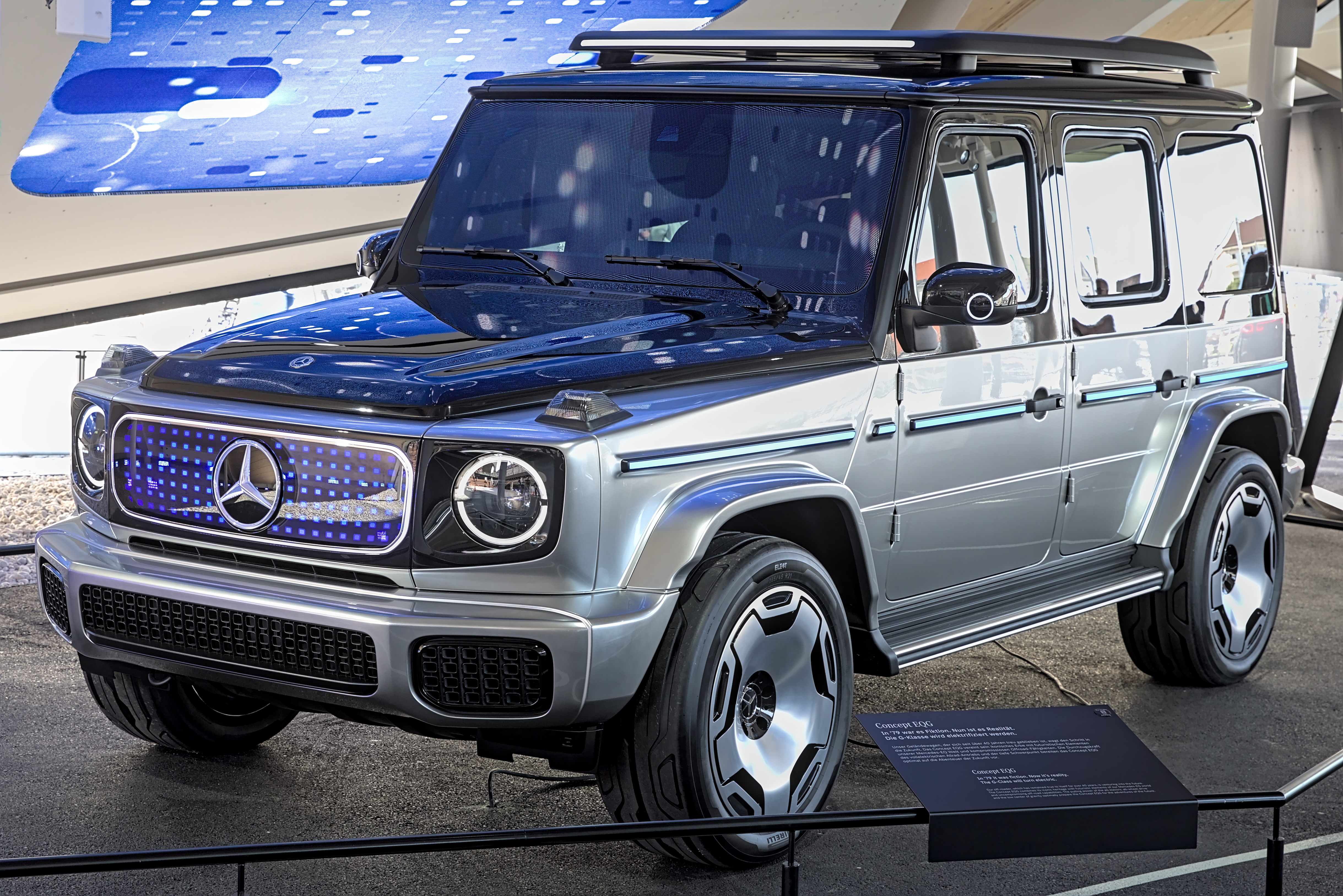
Concept EQG (2021)
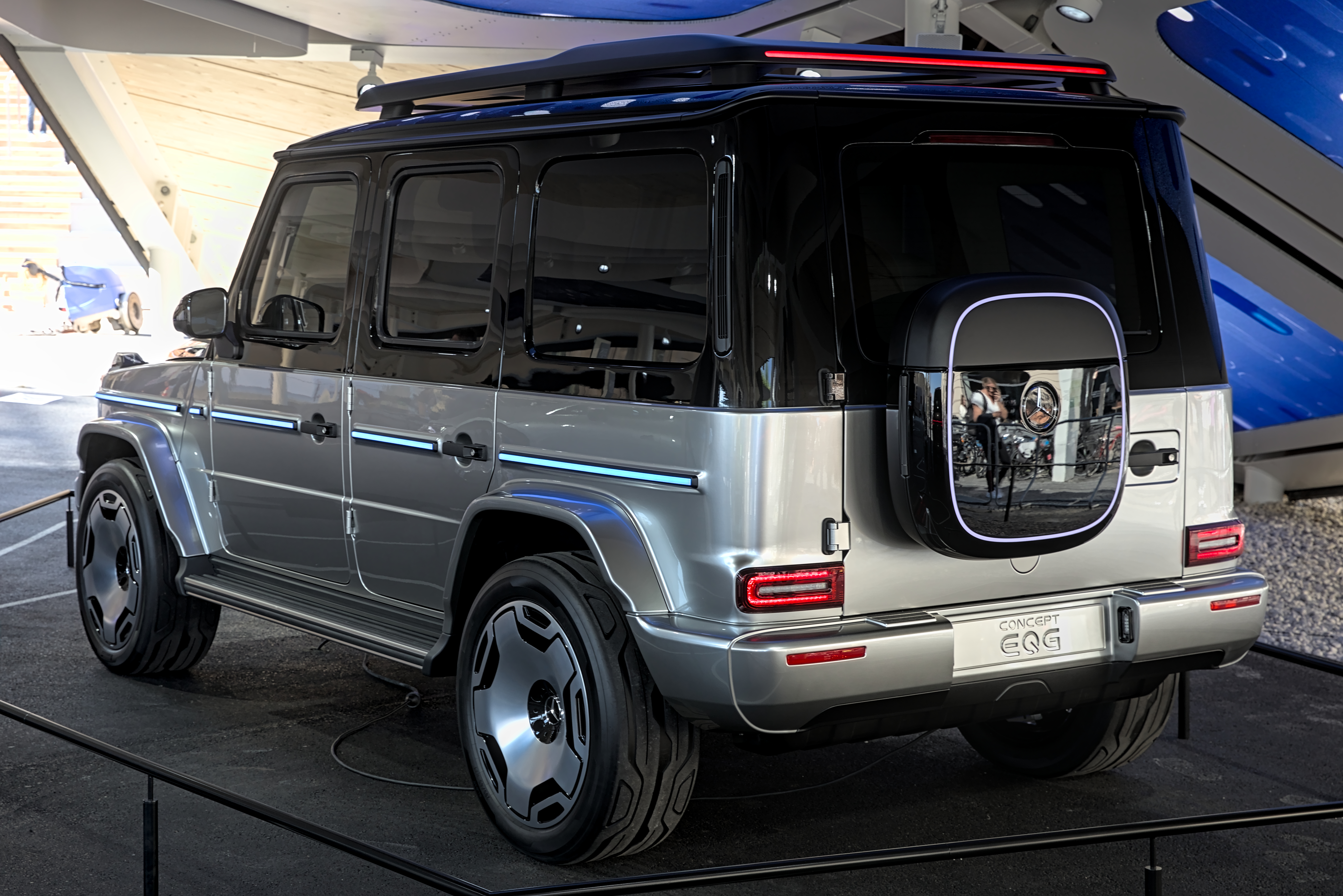
Concept EQG (2021)

### Офіційна презентація Mercedes–Benz G–Class (W463) в Україні
В жовтні 2018 Mercedes–Benz G–Class (W463) було офіційно представлено для українського ринку.

### W464 (BR06 та BR09)

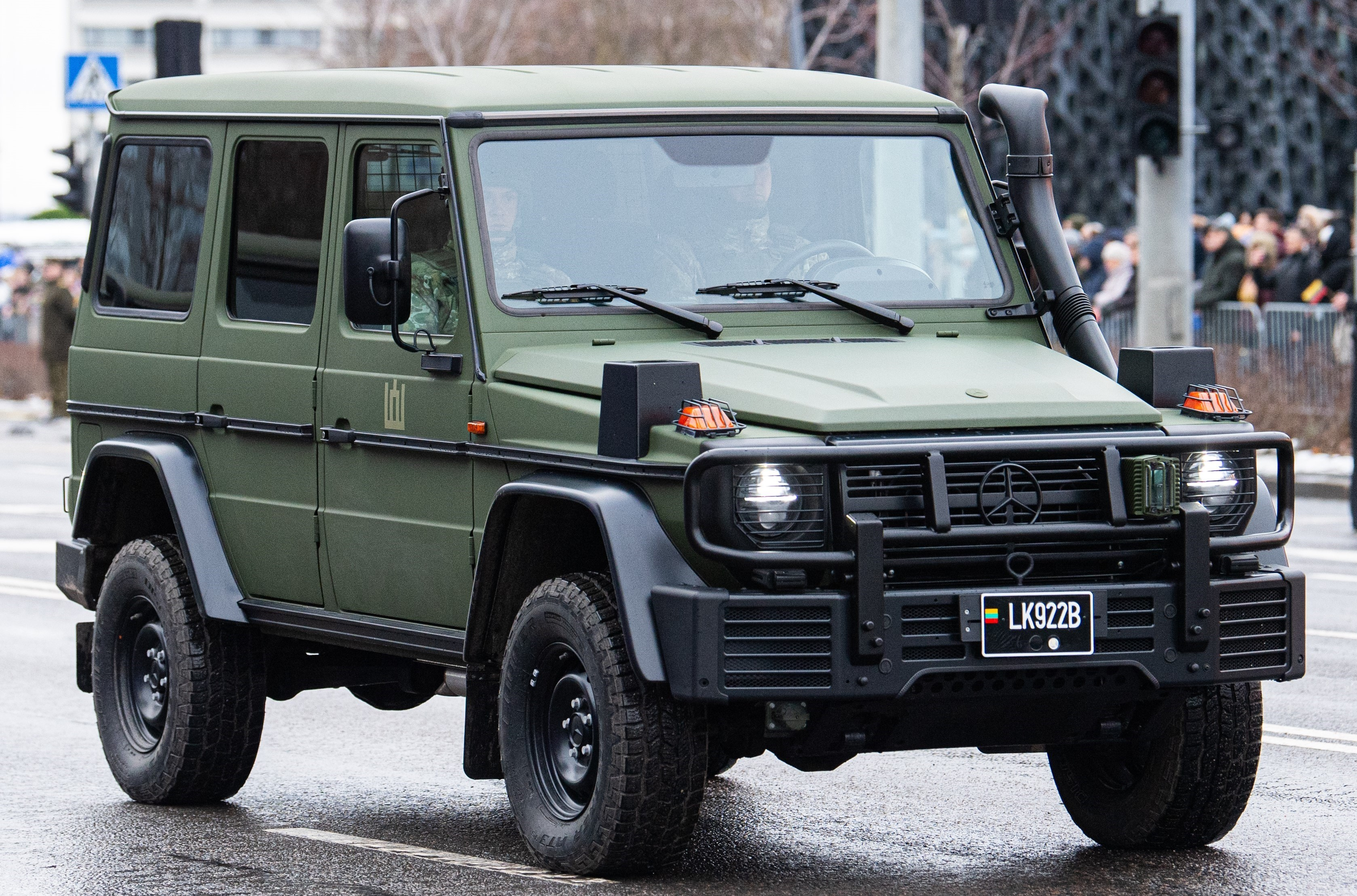
Mercedes-Benz G350d (W464)

28 вересня 2021 року у місті Граці в Австрії компанія Mercedes-Benz представила нове покоління позашляховика G-класу для використання збройними силами та силами безпеки G350d (заводський індекс W464).
W464 виготовляється в версії BR06 з кабіною на чотирьох осіб та BR09 — версія з двомісною кабіною з посиленим шасі, що дозволяє перевозити велике навантаження.
Автомобіль створений на базі серії 463 другого покоління G-класу, серійне виробництво якого для цивільних потреб розпочалося два роки тому.
Позашляховик оснащений дизельним двигуном 3,0 л І6 249 к.с. 600 Нм. Коробка передач – 8-ступінева АКПП. Роздавальна коробка зі заниженою передачею та блокування диференціалів – додаються. Він здатний перевозити більше корисного навантаження, зберігаючи при цьому надійність та витривалість конструкції.

## Четверте покоління (W465, з 2024)

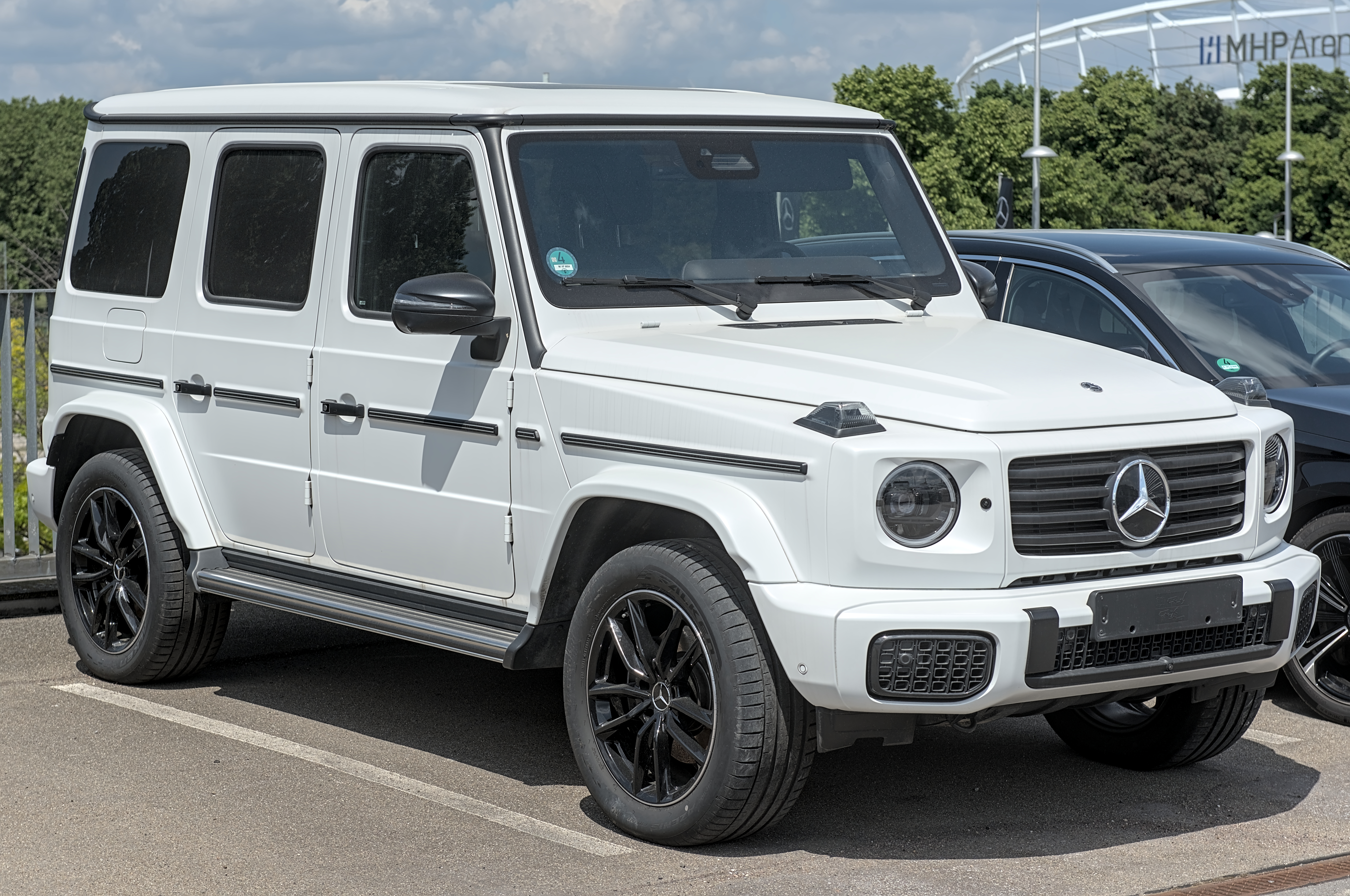
Mercedes-Benz G450d (W465)

В 2024 році дебютував оновлений G-Клас (W465). Всі автомобілі отримали гібридну установку, а також присутня електрична версія G 580 EQ.

### Двигуни
| Модель      | Об'єм     | Циліндри  | Код двигуна | Потужність    | Крутний момент | Роки випуску |
| Бензинові   | Бензинові | Бензинові | Бензинові   | Бензинові     | Бензинові      | Бензинові    |
| ----------- | --------- | --------- | ----------- | ------------- | -------------- | ------------ |
| G 500       | 3,0 l     | І6        |             | 449 + 20 к.с. | 560 + 200 Нм   | з 04/2024    |
| G 63 AMG    | 4,0 l     | V8        |             | 585 + 20 к.с. | 850 + 200 Нм   | з 04/2024    |
| Дизельний   |           |           |             |               |                |              |
| G 450 d     | 3,0 l     | I6        |             | 367 + 20 к.с. | 750 + 200 Нм   | з 04/2024    |
| Електричний |           |           |             |               |                |              |
| G 580 EQ    |           | 4 дв.     |             | 587 к.с.      | 1164 Нм        | з 04/2024    |

## Спецзахист
Поряд з серіями S і E, G-клас представлений так само в захищеному виконанні, що отримав назву G-Guard. Заводські засоби спецзахисту забезпечують моделі G 500 Guard відповідність рівням B6 або B7, що дозволяє їм витримувати обстріл з автомата Калашникова (АК) або «М16» (згідно Євронормі CEN B6/B7). Такі автомобілі позиціонуються як транспортні засоби для політиків і представників великого бізнесу, яким необхідний захист від терористичних загроз і організованої злочинності.

## Військове застосування

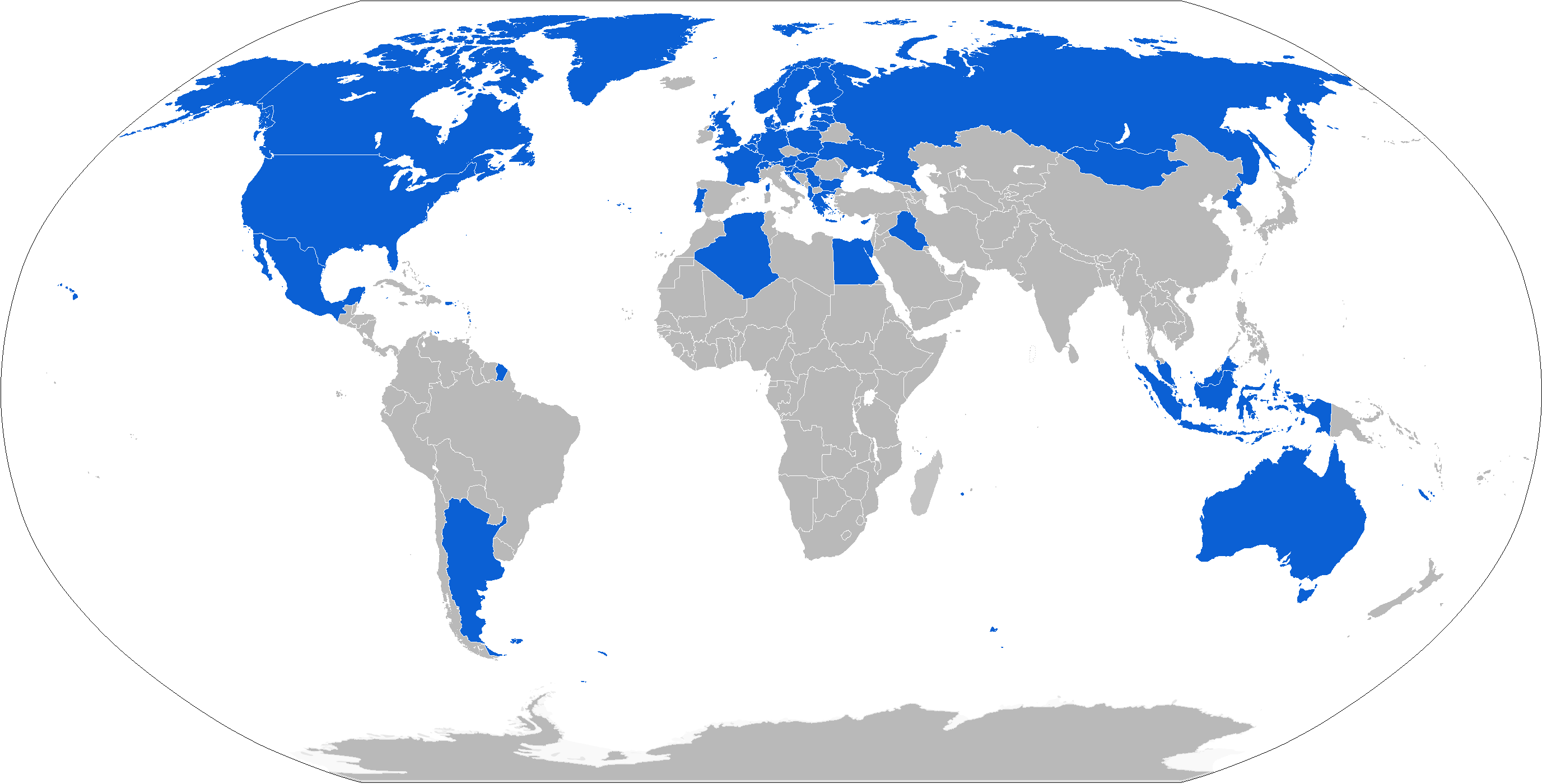
Мапа країн, що використовують автомобілі Mercedes-Benz G-класу для військових цілей

1. Албанія
2. Алжир
3. Аргентина
4. Австралія
5. Австрія
6. Бельгія
7. Болгарія
8. Велика Британія
9. Угорщина
10. Східний Тимор
11. Німеччина
12. Греція
13. Данія
14. Єгипет
15. Індія
16. Індонезія
17. Ірак
18. Канада
19. Північна Корея
20. Латвія
21. Литва
22. Люксембург
23. Малайзія
24. Мексика
25. Монголія
26. Нідерланди
27. Норвегія
28. Польща
29. Португалія
30. Росія
31. Сербія
32. Сінгапур
33. Словенія
34. Словаччина
35. США
36. Швеція
37. Швейцарія
38. Фінляндія
39. Франція
40. Україна
41. Хорватія
42. Естонія